# 小田急電鐵
小田急電鐵股份有限公司（日语：／ Odakyū Dentetsu */?，東證1部：9007），簡稱小田急電鐵或小田急，是一家在日本東京都、神奈川縣等地區擁有多條路線的大手私鐵，也是小田急集團108家關係企業（2005年10月1日統計）的核心企業。現為東京證券交易所一部上市企業，也是日經225（日經平均指數）的組成股之一。該公司在創業時原名小田原急行鐵道，這也是其通稱小田急的由來。除了鐵路之外，小田急也有經營包括百貨公司、不動產仲介等其他業務。
2017年，鐵道部門收入約為1198億8000萬日圓，佔公司全體收入的72 %，在日本16間大手私鐵中排名第5位。

## 簡介
小田急是關東22家私鐵業者共同使用的交通卡系統「PASMO」之加盟成員之一。該公司於2005年3月將最短票價降低為3公里之內120日圓，是日本票價第二便宜的鐵路公司，僅次於1997年進行降價的京王電鐵（4公里之內120日圓，票價雖然相同但維持最低票價的里程較長，因此單位里程的平均票價最低）。
小田急將旗下的特急列車統稱為浪漫特快（ロマンスカー）系列，並且將其作為企業形象的象徵與標語，例如該公司的廣告口號「。」（今天、搭乘浪漫特快……）就是一例。
小田急電鐵是另一家大手私鐵業者相模鐵道之上游控股公司相鐵控股的最大股東。至於與小田急電鐵關係密切的江之島電鐵、箱根登山鐵道與大山觀光電鐵的鐵路公司，則是母集團小田急集團的關係企業。
小田急在每年10月的週末，都會在海老名電車基地內舉辦針對鐵道迷的活動「家庭鐵道展」。

### 經營理念
小田急集團的經營理念是『致力於讓顧客享受「無可取代的時間」與「豐足幸福的生活」』。企業社會責任（CSR）活動是實現公司的經營理念，達成與社會共同持續發展願景。

## 社紋、商標
社紋是1948年（昭和28年）所制定。圓內是小田急的「小」圖案化，中央的「工」代表鐵軌的斷面，周圍的圓象徵社內之和。
商標是在2008年（平成20年）啟用，是由O的圖案化與小文字的「odakyu」組成。商標分為僅有odakyu的「集團商標」、odakyu下方加上ELECTRIC RAILWAY的「企業商標」、odakyu下加上GROUP的「集團標示」3種。
現在特急車輛、一般車輛的外部塗裝都已加上商標。

社紋
集團商標
集團標示
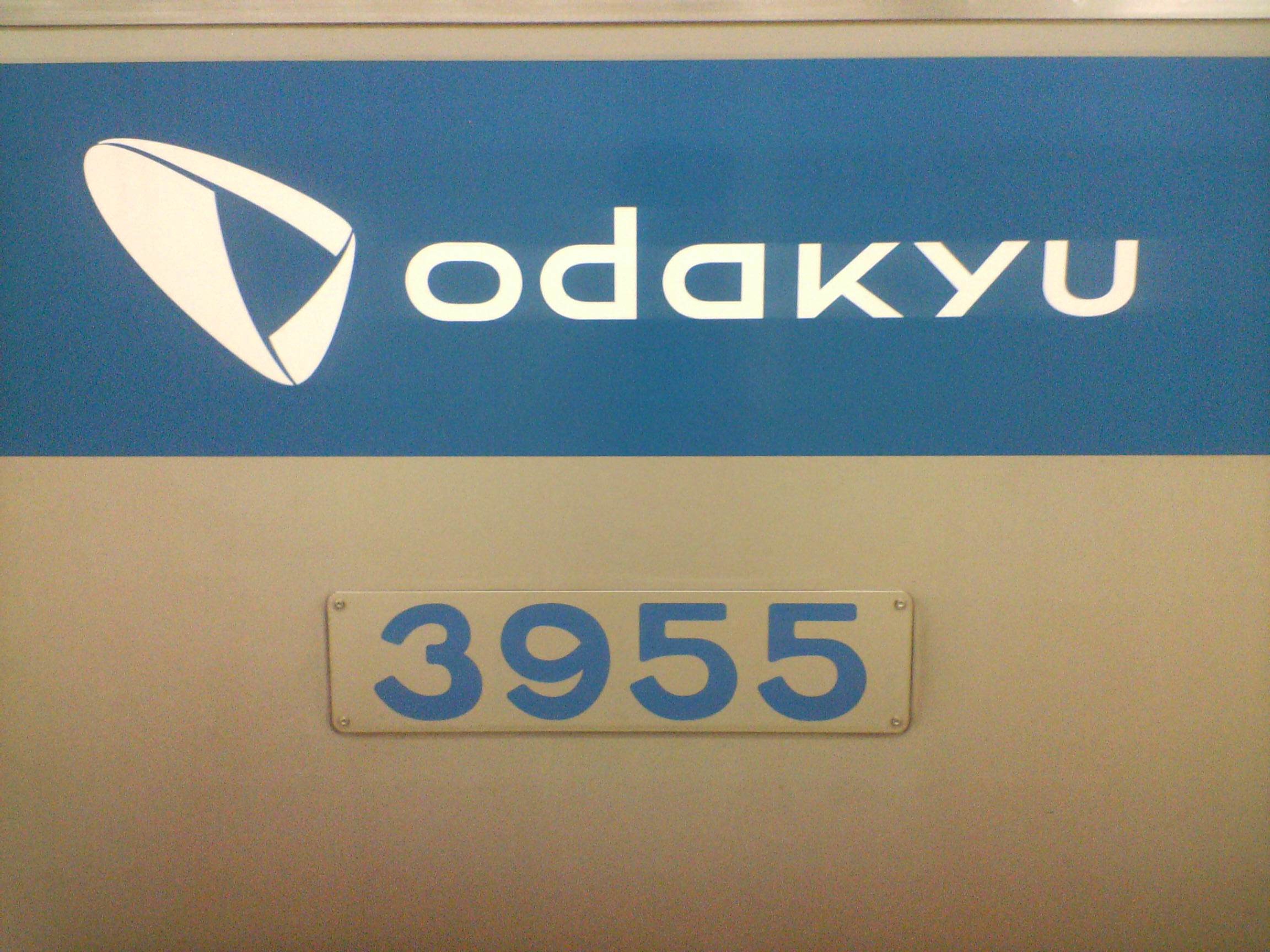
車輛側面的商標

## 歷史

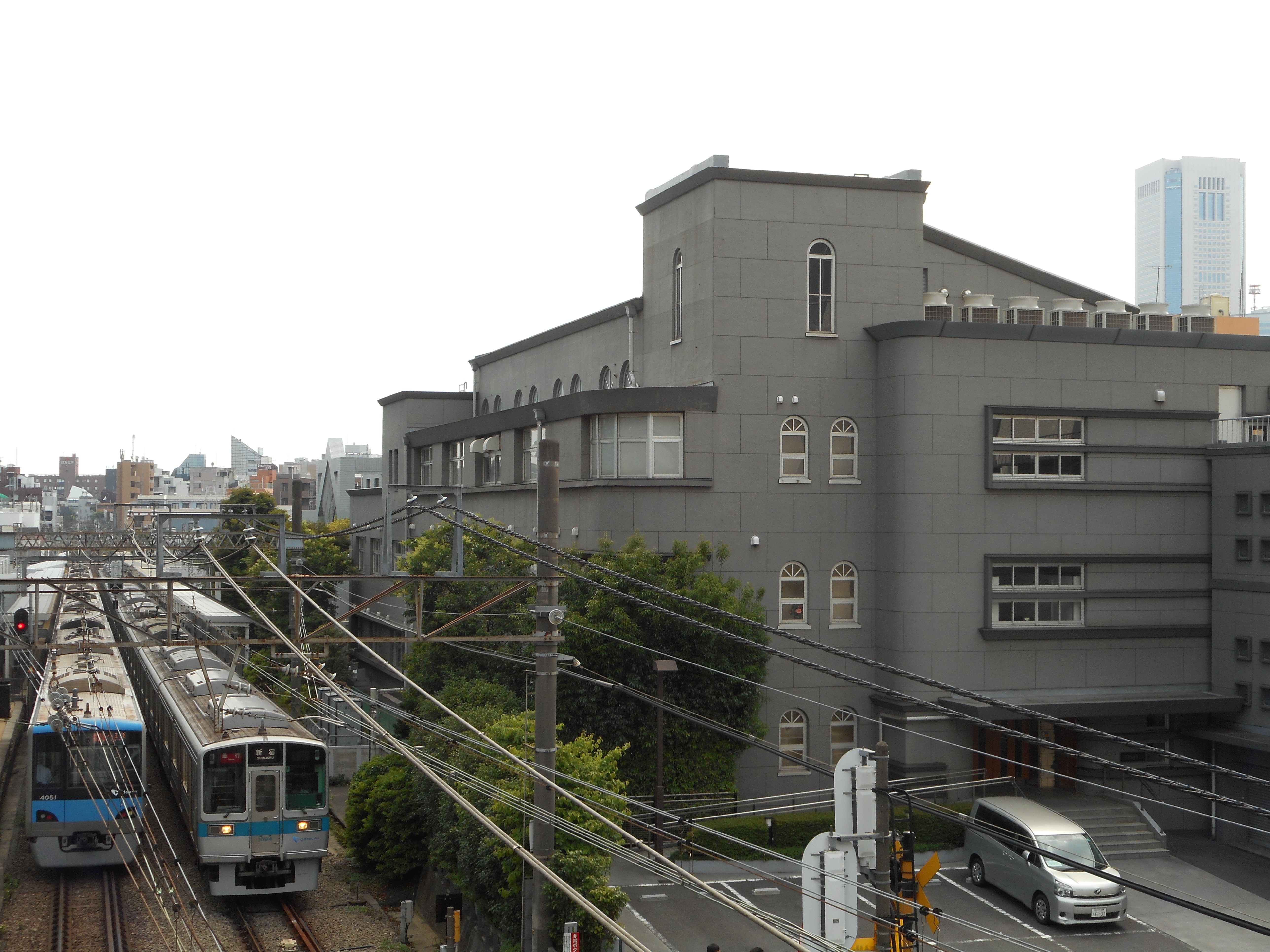
南新宿站附近的舊本社大樓（現小田急南新宿大廈）

在第二次世界大戰之前，小田急原本是日本企業家利光鶴松所經營的電力公司鬼怒川水利電氣的子公司。利光注意到市郊鐵路系統的發展前景，相繼企畫了東京市内的地下鐵路網「東京高速鐵道」、山手線外側的環狀線「東京山手急行電鐵」、以開發城西地區為目的的「澀谷急行電鐵」，不過最後實現的只有小田急線和井之頭線（澀谷急行計畫的後續計畫）。東京高速鐵道由之後的五島慶太實現。
小田急電鐵和西武鐵道過去曾因箱根地區的交通運輸佔有率而發生過激烈的商戰（常被稱為「箱根山戰爭」），彼此之間關係緊張，不過近年兩家公司已漸釋前嫌，開始在業務上互相合作。
在國家收管電力業後，失去主事業電力部門的鬼怒川水力電氣與小田急合併成為鐵路公司，然而之後因中國山東半島礦業開發失敗等因素，利光鶴松將事業轉讓給東京橫濱電鐵的五島慶太，並在之後與東京橫濱電鐵等鐵路公司合併成東京急行電鐵（大東急）。
新生的小田急在1948年6月從東京急行電鐵（東急）脫離獨立。此時，原有的井之頭線被東急轉讓給京王帝都電鐵（現京王電鐵），另外接收了毫無關係的箱根登山鐵道與原來東京橫濱電鐵相關企業神奈川中央交通。此外，小田急也從東急接收了戰前無關係的江之島電鐵部分持股，並在之後進一步收購成為子公司。
1960年左右，小田急大量購入相模鐵道股份，使得小田急成為相模鐵道母公司相鐵控股的第一大股東。但由於持股比率不到10％，小田急本身也未將相模鐵道視為相關企業，一般而言不將相模鐵道視為小田急集團的一員。

### 年表
- 1910年（明治43年）10月1日：鬼怒川水力電氣株式會社[5] 創立。
- 1922年（大正11年）5月29日 東京高速鐵道取得鐵道執照（東京市四谷區新宿三丁目-足柄下郡小田原町）[6]（不同於現為東京地下鐵銀座線一部分的五島慶太「東京高速鐵道」）。
- 1923年（大正12年）5月1日：[7]小田原急行鐵道株式會社[8] 創立。資本額1350萬日圓。利光鶴松（日语：利光鶴松）出任取締役社長。本社事務所設於東京丸之內三菱仲3號館。
- 1926年（大正15年）10月4日：取得鐵道執照（高座郡大野村-同郡藤澤町）[9]
- 1927年（昭和2年）
  - 1月15日：與小田原急行土地株式會社合併。資本額3000萬日圓。
  - 4月1日：小田原線全線通車，部分路段以單線營運[10]。當時設有38站。同時向丘遊園地（日语：向ヶ丘遊園地）開園。
  - 6月24日：豆汽車稻田登戶（現向丘遊園） - 向丘遊園地通車。
  - 10月15日：小田原線全線複線開通。開始營運急行列車。
  - 12月27日：本社大樓（現小田急南新宿大樓）落成。本社事務所搬移。
  - 12月27日：取得鐵道執照（高座郡藤澤町大字鵠沼-鎌倉郡川口村字片瀨）[11]
- 1929年（昭和4年）
  - 4月1日：江之島線全線通車。當時有13站[12]。
  - 11月：開始南林間都市的土地出售事業。
- 1930年（昭和5年）11月14日：相模厚木（現本厚木） - 東北澤間開始砂石運輸業務。
- 1934年（昭和9年）11月1日：開始砂石砂石。
- 1935年（昭和10年）6月1日：新宿直達小田原的週末溫泉特急開始運行。
- 1938年（昭和13年）
  - 6月1日：開始巴士業務。開設士官學校前 - 南林間都市間等3路線。
- 1940年（昭和15年）
  - 5月1日：與帝都電鐵（現京王井之頭線）合併。資本額4280萬日圓。
- 1941年（昭和16年）
  - 3月1日：與母公司鬼怒川水力電氣株式會社合併，小田原急行鐵道株式會社解散。鬼怒川水力電氣株式會社改稱小田急電鐵株式會社。資本額8780萬日圓，利光鶴松出任取締役社長。
  - 9月：五島慶太出任取締役社長。
  - 10月1日：電力設備轉讓給日本發送電株式會社。退出輸電事業。
- 1942年（昭和17年）
  - 5月1日：依陸上交通事業調整法（日语：陸上交通事業調整法），與東京橫濱電鐵、京濱電氣鐵道合併為東京急行電鐵（大東急），小田急電鐵株式會社解散。
- 1944年（昭和19年）
  - 5月31日：依陸上交通事業調整法，京王電氣軌道與東京急行電鐵合併。
- 1948年（昭和23年）
  - 6月1日：小田急電鉄株式會社從東京急行電鐵脫離獨立。井之頭線由京王帝都電鐵繼承。同時箱根登山鐵道與神奈川中央乘合自動車（現在的神奈川中央交通（日语：神奈川中央交通））成為關係企業。
  - 10月16日：新宿 - 小田原間直達特急開始運行。
  - 10月：新宿站西口開設資訊處（現在的浪漫特快營業中心）。
- 1949年（昭和24年）
  - 2月16日：經堂開設運轉整理指令所。
  - 5月：東京證券交易所上市。
  - 9月17日：特急列車改為每日運行。首輛特急專用車1910形上路。
- 1950年（昭和25年）8月1日：列車直通箱根登山鐵道鐵道線箱根湯本站。
- 1951年（昭和26年）
  - 2月1日：浪漫特快1700形正式上路。
  - 8月20日：特急列車導入全席指定制。
  - 12月1日：砂石事業轉讓給小田急砂利株式會社（之後的小田急建材株式會社，1987年3月1日解散）。
- 1952年（昭和27年）4月1日：向丘遊園開始收費。
- 1953年（昭和28年）4月1日：江之島鎌倉觀光（現在的江之島電鐵）成為關係企業。
- 1954年（昭和29年）9月10日：立川巴士（日语：立川バス）成為關係企業。
- 1955年（昭和30年）
  - 3月28日：國際觀光（日语：小田急リゾーツ）成為關係企業。
  - 10月1日：松田 - 新松田間連絡線開通，國鐵御殿場線直通準急列車「銀嶺（ぎんれい）、「芙蓉（ふよう）」開始運行。
- 1957年（昭和32年）
  - 2月12日：大山觀光電鐵成為關係企業。
  - 6月22日：浪漫特快3000形「SE」車上路。
- 1958年（昭和33年）
  - 5月23日：向丘遊園開設「玫瑰苑」。
  - 6月20日：浪漫特快3000形「SE」車獲得第1回鐵道友之會藍絲帶獎。
- 1959年（昭和34年）5月20日：開設第一座無人變電所足柄變電所。
- 1960年（昭和35年）9月7日：箱根纜車大涌谷站 - 桃源台站開通，箱根黃金路線完成。
- 1961年（昭和36年）
  - 4月1日：超高頻無線中繼線全線完成。
  - 7月21日：「鵠沼Pool Garden」開業。
- 1962年（昭和37年）
  - 10月19日：開設大野工場。關閉經堂、相武台兩工場。
- 1963年（昭和38年）3月16日：浪漫特快3100形「NSE」上路。
- 1964年（昭和39年）
  - 2月17日：新宿站改良工程完成。成為小田急第一座地上、地下2層式車站。
  - 11月5日：急行列車開始以8輛編組運行。
- 1966年（昭和41年）
  - 4月1日：全部特急列車導入無線電通訊。
  - 4月23日：向丘遊園單軌電車線開業。
- 1967年（昭和42年）
  - 「箱根周遊券」開始發售。
  - 11月：新宿西口車站大樓完成。
  - 11月6日：新宿 - 向丘遊園間德各站停車與準急列車以大型（20m車輛）6輛編組運行。
- 1968年（昭和43年）
  - 3月1日：新設大野給電所，全變電所集中控制。
  - 7月1日：國鐵御殿場線電氣化，廢止柴聯車，浪漫特快3000形「SE」短縮改造車直通國鐵御殿場線。
- 1969年（昭和44年）
  - 6月：新宿 - 桃源台與新宿 - 元箱根間開始營運汽車業。
  - 7月16日：ATS設施工程完成，全線啟用。
- 1970年（昭和45年）
  - 4月1日：「小田急花鳥山脈」開園。
  - 8月：向丘遊園 - 生田間導入長軌（800m軌條）。
- 1971年（昭和46年）4月16日：東海自動車（日语：東海自動車）納入旗下。
- 1972年（昭和47年）12月18日：開設海老名電車基地。
- 1973年（昭和48年）
  - 5月：全線平交道設置保安設備。
  - 9月8日：運輸指令所移往相模大野。
- 1974年（昭和49年）
  - 4月16日：全列車啟用無線電。
  - 6月1日：多摩線新百合丘 - 小田急永山通車，開設5站。
  - 11月15日：「小田急御殿場Family Land」開園。
- 1975年（昭和50年）
  - 4月23日：多摩線延伸至小田急多摩中心。
  - 8月18日：本社事務所遷入新宿站西口的小田急明治生命大樓（現小田急明治安田生命大樓）。
- 1976年（昭和51年）10月28日：「小田急箱根Athletic Garden」開園。
- 1977年（昭和52年）7月1日：新宿 - 本厚木間的急行列車開始以10輛編組運行。
- 1978年（昭和53年）3月31日：開始與營團地下鐵（現東京地下鐵）千代田線相互直通運轉。同時準急列車以10輛編組運行。

- 1979年（昭和54年）
  - 2月27日：高速巴士與特急券座位預約、銷售的線上網站啟用。
  - 4月1日：開始發售「江之島−鎌倉周遊券」。
- 1980年（昭和55年）12月27日：浪漫特快7000形「LSE」上路。
- 1981年（昭和56年）
  - 9月18日：浪漫特快7000形「LSE」獲得鐵道友之會藍絲帶獎。
- 1982年（昭和57年）
  - 4月1日：新宿站改良工程完成，全面啟用。
  - 7月12日：大型（20m車）6輛編組列車直通成箱根登山線。
- 1984年（昭和59年）
  - 3月21日：全線廢除貨物業務。
  - 11月6日：開始發售「南伊豆周遊券」。
- 1985年（昭和60年）7月20日：開始發售「丹澤大山周遊券」。
- 1986年（昭和61年）10月4日：浪漫特快設置車內電話。
- 1987年（昭和62年）
  - 7月1日：全部浪漫特快設置禁煙車廂。
  - 10月1日：全站早晨7點至9點30分、傍晚17時至19時30分之間為「禁煙時段」。
  - 12月23日：浪漫特快10000形「HiSE」上路。
- 1988年（昭和63年）
  - 3月22日：不鏽鋼、VVVF控制車1000形上路。各站停車以8輛編組運行。
  - 10月1日：開始發售儲值卡「浪漫卡」。
- 1989年（平成元年）
  - 7月20日：小田原線喜多見 - 和泉多摩川間複複線化工程動工。
- 1990年（平成2年）
  - 3月27日：多摩線延伸至唐木田。
  - 4月20日：「小田急時刻表」創刊。
- 1991年（平成3年）
  - 1月16日：新宿站西口地下、百合丘、愛甲石田設置自動驗票閘門。
  - 3月16日：導入「假日班表」。浪漫特快20000形「RSE」上路。同時與東海旅客鐵道（JR東海）開始相互直通運轉。
- 1992年（平成4年）
  - 3月28日：全通勤型車輛設置「敬老座」。
  - 5月21日：開始發售「西伊豆周遊券」與「中伊豆周遊券」。
- 1993年（平成5年）5月1日：全車站全日禁煙。
- 1994年（平成6年）
  - 3月27日：喜多見電車基地啟用。關閉經堂電車基地。
  - 12月20日：小田原線世田谷代田 - 喜多見間複複線化工程動工。
- 1996年（平成8年）
  - 3月23日：浪漫特快30000形「EXE」上路。
  - 7月15日：小田急語音中心開設（2004年12月更名為小田急顧客中心）。
  - 10月1日：開設官方網站「online Odakyu」。
- 1997年（平成9年）
  - 3月1日：全車站導入自動驗票閘門。
  - 6月23日：小田原線喜多見 - 和泉多摩川間複複線化完成。
  - 9月1日：小田原線開業70周年紀念列車「夢70」開始運行。
  - 11月24日：「小田急箱根Athletic Garden」關閉。
- 1998年（平成10年）
  - 3月8日：「小田急花鳥山脈」關閉。
  - 3月21日：全線平交道都改成第1種甲平交道。
  - 8月22日：全線急行列車以10輛編組運行。
- 1999年（平成11年）
  - 4月1日：導入Fair Through System（不當乘車防止系統）。

- - 7月17日：廢止特急列車的乘車剪票口。
  - 9月5日：「小田急御殿場Family Land」關閉。
- 2000年（平成12年）
  - 2月13日：向丘遊園單軌電車線停駛（2001年2月1日廢止）。
  - 9月3日：「鵠沼Pool Garden」關鎖。
  - 10月14日：導入共通乘車卡系統「Passnet」。
  - 小田原線開業70周年紀念列車「夢70」停駛。
- 2001年（平成13年）
  - 4月1日：成立小田急箱根高速巴士（日语：小田急箱根高速バス）。
  - 7月15日：導入特急無票乘車服務「Romance Car@Club」。
  - 9月28日起開始導入大原沙耶香錄製的車站自動廣播。[13]
  - 10月27日：官方網站開放特急券預約服務。
- 2002年（平成14年）
  - 1月15日：成為一般認定鐵道事業者。
  - 3月23日：新設湘南急行、多摩急行。
  - 10月15日：獲得「第1回日本鐵道獎 情報化貢獻部門 日本鐵道獎表彰選考委員會特別賞」。
- 2003年（平成15年）
  - 3月30日：小田原站改良工程（跨站式站房）完成並啟用。特急列車變更座位編號方式。
  - 5月1日：全車站全面禁煙。
  - 8月1日：箱根登山鐵道成為完全子公司。
- 2004年（平成16年）
  - 10月1日：成立總管箱根地區各公司的控股公司小田急箱根控股。
  - 12月11日：廢止湘南急行，新設快速急行、區間準急。同日開始發售「小田急東京地下鐵周遊券」。
- 2005年（平成17年）
  - 3月19日：浪漫特快50000形「VSE」上路。開放沙龍式包廂。
  - 6月 創業一族的利光國夫因有價證券偽造報告辭去會長兼集團最高經營責任者職位。
  - 8月12日：浪漫特快10000形「HiSE」2輛編組轉讓給長野電鐵。成為2006年12月上路的特急「湯煙」用車。
  - 9月30日：有線電視事業子公司小田急情報服務（日语：J:COM せたまち）（現J:COM世田町）所有股權轉讓給Jupiter Telecommunications（日语：ジュピターテレコム）。
  - 10月：合併小田急卡株式會社。

- 2006年（平成18年）
  - 1月 浪漫特快50000形「VSE」獲得好設計獎。
  - 2月23日：主要13站設置AED（2012年4月導入所有車站）。
  - 6月16日：浪漫特快50000形「VSE」獲得鐵道友之會藍絲帶獎。
  - 7月：海老名站自由通道整備事業工程開工。
  - 10月1日：更新職員制服。

- 2007年（平成19年）

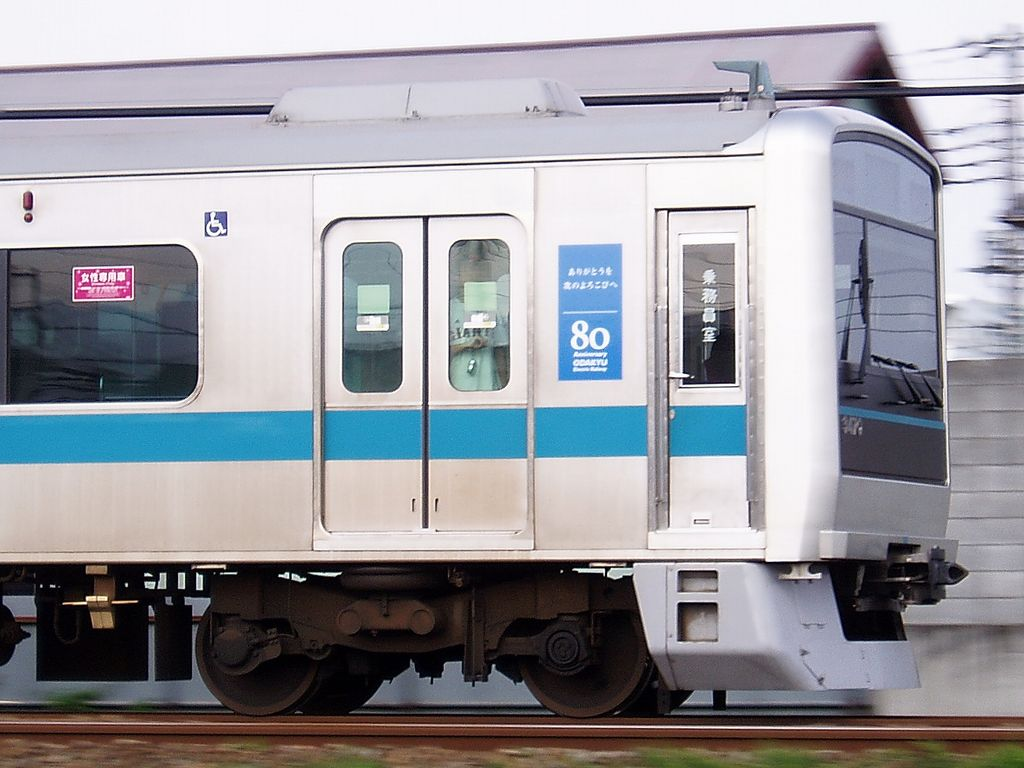
貼上開業80周年紀念貼紙的3000形

  - 3月18日：導入IC卡PASMO。同時開放東日本旅客鐵道（JR東日本）發行的IC卡Suica。浪漫特快全面禁煙。
  - 9月22日：直通東京地下鐵千代田線的通勤車輛4000形（2代）上路。
  - 10月14日：網路的小田急虛擬鐵道博物館開館。
  - 10月15日：誤點達5分鐘以上，官方網站開放下載遲延證明書。
- 2008年（平成20年）
  - 3月15日：推出小田急集團商標。浪漫特快60000形「MSE」上路，直通東京地下鐵千代田線、有樂町線。多數新宿 - 小田原的急行列車改為10輛編組。除浪漫特快外，箱根登山線內運行的車輛全部使用4輛編組。
  - 10月22日：全部浪漫特快列車設置AED。
- 2009年（平成21年）4月1日：與西武鐵道等關東大手私鐵首次與SURUTTO KANSAI（日语：スルッとKANSAI）協議會合作。
- 2012年（平成24年）3月16日：5000形、10000形「HiSE」、20000形「RSE」結束營運。
- 2013年（平成25年）3月23日：依據東京都市計畫都市高速鐵道事業第九號線計畫，小田原線東北澤 - 世田谷代田間地下化[14]。同日開始IC乘車卡全國相互利用（日语：交通系ICカード全国相互利用サービス）。
- 2014年（平成26年）
  - 1月：包含小田急集團箱根登山鐵道、箱根纜車、箱根海賊船等全車站陸續導入車站編號[15]。
- 2015年（平成27年）
  - 9月11日：新型自動列車停止裝置（D-ATS-P）全線完成設置[16]。
- 2016年（平成28年）
  - 3月26日：小田急車輛（4000形）經地下鐵千代田線直通JR常磐緩行線，JR東日本車輛（E233系2000番台）直通小田急小田原線。廢止區間準急。
  - 9月27日：泰國曼谷開設事務所[17]。
- 2017年（平成29年）
  - 3月1日：浪漫特快30000形更新的「EXEα」上路[18]。
  - 6月7日：官方手機網站上線[19]。
  - 9月10日：小田原線參宮橋 - 代代木八幡間旁的拳擊館失火，波及到緊急停車的本厚木發往新宿的各站停車（3000形8輛編組）列車。約300名乘客疏散到線路避難[20]。
- 2018年（平成30年）
  - 2月1日：法國巴黎開設事務所[21]。
  - 2月18日：鐵道業界首次獲得「白金Kurumin（日语：くるみん）認證」[22]。
  - 3月3日：小田原線代代木上原 - 梅丘間複複線化[23]，完成代代木上原 - 登戶間的複複線工程。
  - 3月17日：浪漫特快70000形「GSE」上路[24]。直通JR御殿場線的浪漫特快愛稱名從「朝霧號」改為「富士山號」[25]。司機、車掌、站員制服更新，啟用小篠ゆま（日语：小篠ゆま）設計的浪漫特快乘務員專用制服[26][27]。
- 2020年（令和2年）
  - 3月26日：小田急5000型電力動車組 (2代)開始使用。

## 路線列表
| 記號 | 中文線名 | 日文線名 | 起點              | 終點                | 距離（公里） |
| ---- | -------- | -------- | ----------------- | ------------------- | ------------ |
| OH   | 小田原線 |          | 新宿（OH 01）     | 小田原（OH 47）     | 82.5         |
| OE   | 江之島線 |          | 相模大野（OH 28） | 片瀨江之島（OE 16） | 27.6         |
| OT   | 多摩線   |          | 新百合丘（OH 23） | 唐木田（OT 07）     | 10.6         |

廢線
- 向丘遊園單軌電車線（日语：小田急向ヶ丘遊園モノレール線）：向丘遊園 - 向丘遊園正門 (1.1km)
- 向丘遊園索道線（日语：小田急向ヶ丘索道線）：遊園正門前 - 見晴台 (0.245km)

路線圖

### 現有路線

#### 小田原線
小田原線是東京都新宿區新宿站至神奈川縣小田原市小田原站的路線。1927年（昭和2年）4月1日全線通車。
除了是東京圈的通勤路線，也有收費特急浪漫特快等往小田原、箱根方向的觀光運輸列車運行。
東京都區部的路段在尖峰時刻的人潮混雜。為了強化代代木上原站至登戶站、和泉多摩川站區間的輸送力，小田急規劃了交通立體化與複複線化工程，並於2018年（平成30年）3月完工。
小田原線通過有年輕人聚集的下北澤、高級住宅區成城、擁有大規模住宅區與大型繁華街的町田、江之島線交會要地相模大野、臥城海老名市、縣央地域最大物流產業據點厚木都市圈的厚木市、可前往知名登山景點大山、丹澤的伊勢原市與秦野市、頗具歷史的城下町小田原，是小田急最具代表的路線。
現與東京地下鐵千代田線與東日本旅客鐵道（JR東日本）常磐緩行線（常磐線各站停車）相互直通運轉，小田急車輛從本厚木站經代代木上原站前往東京地下鐵綾瀨站，再直通JR常磐緩行線至千葉縣松戶站、柏站、我孫子站、茨城縣取手站等。2016年3月25日以前，小田急車輛只行駛至綾瀨站，僅有東京地下鐵車輛直通取手站方向與經小田原線直通多摩線唐木田站。同年3月26日起，小田急、東京地下鐵、JR東日本所有車輛（60000形與JR東日本209系1000番台除外）皆直通小田急線、千代田線、常磐緩行線。
另外，浪漫特快與部分各站停車列車從小田原站直通箱根登山鐵道箱根湯本站。2008年（平成20年）3月15日改點以前也有急行、準急列車直通箱根登山鐵道。
特急「富士山」是利用新松田站 - 松田站間的連絡線直通東海旅客鐵道（JR東海）御殿場線御殿場站。2018年（平成30年）3月16日以前的列車愛稱為「朝霧」。1991年（平成3年）3月16日至2012年（平成24年）3月16日，JR東海、小田急電鐵雙方車輛皆在新宿站 - 沼津站間運行，同年3月17日改點起由小田急電鐵車輛60000形「MSE」運行，運行區間縮短為新宿站 - 御殿場站。此外，本線也是關東地方唯一可直接轉乘JR2社（JR東日本、JR東海）在來線的私鐵路線（JR東日本新宿站、小田原站等以及JR東海松田站）。

#### 江之島線
江之島線是神奈川縣相模原市相模大野站至神奈川縣藤澤市片瀨江之島站的路線。正確的起點是相模大野站往小田原站方向的「相模大野分岐點」。本線在小田原線通車2年後的1929年（昭和4年）4月1日全線通車。
江之島線有小田原線新宿站、町田站等發出的直通列車，如新宿站發車的浪漫特快，以及午間時段每小時三班的快速急行列車。

#### 多摩線
多摩線是神奈川縣川崎市新百合丘站至東京都多摩市唐木田站的路線。與東京地下鐵千代田線組成東京都的都市計畫9號線。
本線最初是作為多摩新市鎮的通勤鐵路。在通車至小田急多摩中心站時，原先計畫與京王相模原線並行至橋本站，但因與京王相模原線競合及旅客需求不足等因素改延伸至唐木田站，並開設喜多見檢車區唐木田出張所（唐木田車庫）。
相模原市與町田市正在推動多摩線經橫濱線相模原站至相模線上溝站方向的延伸計畫。
從通車至2002年（平成14年）為止，列車都採取線內折返運行，不過，2018年3月17日現在的午間時段每小時有三班新宿直通的急行列車。
急行列車在多摩線內停靠栗平站、小田急永山站、小田急多摩中心站、唐木田站。以前平日夜間有開設新宿、北千住至唐木田間的浪漫特快「Homeway」、「Metro Homeway」、但已於2016年3月25日結束。2018年改點起廢止多摩急行、準急、千代田線直通的急行列車，多摩線列車不再直通千代田線。

#### 其他營業路線
由於與JR御殿場線直通運轉，小田原線新松田站附近有通往御殿場線松田站的單線連絡線（通稱松田連絡線）。目前有定期列車特急「富士山」使用。
小田急、箱根登山鐵道與車輛製造商之間也使用此連絡線運送車輛。車輛製造商以甲種鐵道車輛運送形式，由JR貨物負責行駛至JR東海御殿場線松田站。由於連絡線隸屬於小田急電鐵，列車到達松田站後由小田急司機接手，接著透過此聯絡線至新松田站，JR貨物的機車返回松田站。也因此，小田急司機須受過JR貨物的電力機車EF65的訓練。2017年時，小田急有23名司機擁有EF65駕駛資格，佔全體司機約4%。

### 廢止路線

#### 向丘遊園單軌電車線
向丘遊園單軌電車線是小田原線向丘遊園站至向丘遊園附近的向丘遊園正門站、全長約1.1公里的路線。是日本少見的洛克希德式單軌電車。1966年（昭和41年）通車。
2000年（平成12年）2月，定期檢查發現單軌電車的轉向架出現30公分的龜裂，同月13日停駛。同年11月30日提出的修復報告指出，由於向丘遊園單軌電車式少見的洛克希德式，修理及其他設備改善費用交近3億8000萬日圓，工期約需兩年。另一方面，本線是遊樂園的接駁路線，在遊客持續減少下，修復費用無法回本。因此，停駛一年後的2001年（平成13年）2月1日，小田急宣布正式廢止，3月於向丘遊園正門站舉行結束展示會。
向丘遊園在單軌電車停駛兩年後的2002年（平成14年）3月休園（僅玫瑰苑由川崎市接手管理），單軌軌道也被拆除。川崎市將原線路整備為步道，並保留單軌橋墩。

#### 其他廢止路線
- 向丘索道線：向丘索道線（日语：向ヶ丘索道線）是向丘遊園內的普通索道。
- 新宿省社連絡線：1944年（昭和19年）8月，小田原線下行線路與國鐵中央緩行線下行線路之間的連絡線完工。戰時的國鐵利用此線將車輛運至小田急。戰後除了深夜1次的貨車運送，1951年（昭和26年）2月在小田急相武台試驗的架懸式驅動方式電車、機材輸送、國鐵大井工場與小田急經堂工場間的配給電車、日本車輛製造蕨工場新車運送等都使用過此線路。1960年（昭和35年）2月，小田急透過此聯絡線運送1100形4輛列車至日立電鐵，1963年（昭和38年）7月7日撤除。

- 代田連絡線：代田連絡線是大東急時代設置的線路。大東急解體後，由京王帝都電鐵（現京王電鐵）接收。
- 南武連絡線：1935年（昭和10年）9月，小田原急行鐵道與南武鐵道（現南武線）達成協議打造一條連絡線用來運送小田急座間站（現相武台前站）的砂石至橫濱、川崎等地。1936年（昭和11年）初完成。連絡線雖然最初是為了運輸砂石，但也是兩公司交換列車所使用的路線。1944年，南武鐵道國有化成為南武線，雙方不再交換電車，但為了運輸稻城長沼站附近的彈藥庫貨物，小田急（當時為大東急）的無蓋貨車透過此線路前往南武線。戰後的1947年（昭和22年）5月，小田急借出1600形給南武線，之後不再使用。1961年（昭和36年）川崎市開始鋪設市道，1967年（昭和42年）3月廢止。
- 砂利軌道、砂利側線：為了搬運相模川開採的砂石所建設的線路。小田急擁有兩條762mm軌距的軌道（之後委託給其他公司），一條從座間站（現相武台前站）至新磯礦區，另一條從座間市新田宿附近至新田宿礦區。之後前者變更為相模線相武台下站至新磯礦區，後者變更為入谷站至新田宿礦區。此外，螢田站至酒匂川河岸、新松田站至川音川河岸也設有搬運砂石用的側線。

### 計畫、工程路線
- 複複線化（登戶 - 新百合丘）：運輸政策審議會答申第18號（日语：運輸政策審議会答申第18号）列為2015年（平成27年）以前動工路線。登戶 - 向丘遊園在2009年完成上行2線、下行1線共3線化，未來將配合區劃整理進行複複線化。
- 複複線化（町田 - 相模大野）：為了紓解江之島線與小田原線列車重疊的町田 - 相模大野區間所規劃的複複線化計畫。行幸道路跨線橋至相模大野分岐點（日语：相模大野分岐点）附近在1998年完成相模大野站改良工程時已保留複複線化用地，然而受限於町田站附近的高架及沿線宅地化缺乏用地，加上輸送量減少，目前未有實行計畫。
- 相模鐵道直通：相模鐵道終點站海老名站直通本厚木站方向的計畫。2006年（平成18年）4月16日已舉行座談會，但由於兩線班表過密、安全裝置也不同，仍有許多課題待解決。隨著海老名站大規模改良工程動工，此計畫實現性不高。
- 多摩線延伸：唐木田站經JR橫濱線相模原站至上溝站的延伸計畫。隨著相模原站東側的駐日美軍計畫歸還相模綜合補給廠部分用地（2公頃）作為鐵道、道路用地，為此計畫帶來曙光。相模原市規劃設置一至三座中間站。目前正研擬成立第三部門，由國家、縣、市三者各負擔三分之一費用，並將營運委託給小田急電鐵。

## 時刻表

路線圖

2006年改點起，小田原線、多摩線與東京地下鐵千代田線、JR東日本常磐緩行線（常磐線各站停車）實施相互直通運轉，小田原線特急「朝霧」經澀澤 - 松田間的連絡線與JR東海御殿場線直通運轉，因此除部分例外，小田急大多配合JR集團進行改點。2012年，浪漫特快大幅變更使用車輛及運行系統、停車站等，小田急與JR集團於3月17日進行睽違3年的大型改點。
2016年3月26日改點起，原先至千代田線綾瀨站的小田急車輛開始直通JR常磐緩行線。小田急車輛除了自身路線所在的東京都與神奈川縣，加上直通JR御殿場線的靜岡縣，及同日直通常磐緩行線的千葉縣與茨城縣，山梨縣成為關東地方唯一沒有大手私鐵車輛行駛的縣。此外，小田急也成為直通複數JR集團公司路線的大手私鐵。

## 收費特急列車
小田急電鐵的收費特急列車總稱為「浪漫特快」，依其運行系統、種類有不同愛稱。浪漫特快為全指定席，是小田急電鐵的看板列車。

### 現在的愛稱
- 「箱根」：，直通箱根登山鐵道鐵道線箱根湯本站的小田原線系統列車。
- 「超級箱根」：新宿至小田原間不停、直通箱根湯本的小田原線系統列車。

- 「箱模」：不直通箱根登山鐵道線的小田原線系統列車。基本上以小田原站為起訖站，但也有配合出入庫的區間運行列車。1999年曾更名為「Support」，2004年12月改點後再度改為「相模」。
- 「江之島」：江之島線系統列車。
- 「Homeway」：新宿站傍晚六點以後發車的「超級箱根」、「箱根」、「箱模」、「江之島」系統所有下行列車，相當於JR的「Home Liner」。由於在通勤時段運行，行駛時間比午間時段長。2016年3月以前平日亦有多摩線直通列車。

2008年3月15日直通東京地下鐵千代田線時新增的愛稱。全部使用60000形MSE車輛。
- 「Metro Homeway」：傍晚六點以後千代田線直通小田急線的下行列車（平日5班，週六日1班）。
- 「Metro箱根」：千代田線與箱根湯本站間運行的列車（平日上行1班、下行1班，週六日上行2班、下行2班）。
- 「Metro相模」：早晨時段小田急線直通千代田線的上行列車（平日1班，週六日1本）。

2018年3月17日改點新增以下愛稱。
- 「Morningway」：早上9點30分以前抵達新宿站的原「相模」列車。
- 「Metro Morningway」：早上9點30分以前抵達千代田線大手町站的原「Metro相模」列車。
- 「Metro江之島」：連結千代田線與江之島線的列車，與「Metro箱根」並聯，週六日定期運行。
- 「富士山」：直通JR御殿場線御殿場站。使用60000形MSE車輛。

限定運行日的列車
- 「New Year Express」：2001年12月31日開始運行。每年12月31日夜晚至1月1日早晨運行的臨時特急。該列車配合明治神宮參拜客，部分列車增停參宮橋站。

### 過去的愛稱
- 「Support」：1999年整合「足柄」與「相模」的新列車名。2004年12月改點起恢復為「相模」。
- 「足柄」：1999年廢止。小田原線系統直通箱根登山線。比「箱根」的停車站多。
- 「Bay Resort」：2008年5月3日開始運行，是直通小田急線與東京地下鐵有樂町線新木場站的週六日臨時列車（週六日上行1班、下行1班）。2011年底實質停運，2012年公告停駛。
- 「朝霧」：直通JR御殿場線御殿場站的列車。2018年3月17日改點起更名為「富士山」。

## 車輛
小田急電鐵在2600型以前的通勤型電聯車會使用控制裝置等英文簡稱作為內部代稱。其延伸車種3000型 （初代）也以Super Express(Car)的簡稱「SE」作為通稱。之後的特急型電力動車組也有各自的暱稱。此外，小田急電鐵與京濱急行電鐵、京成電鐵與東京都交通局、名古屋市交通局、阪神電氣鐵道昭和50年代以前的車輛等同樣使用「○○形（けい）」的名稱。特急型、通勤型都是以固定編組為前提，原則上不會有替換編組的狀況。
小田急的車輛在技術面上擁有高度評價，如1957年的3000型「SE車」在東海道本線創下當時窄軌鐵路最高速度（145 km/h）。齊下車輛曾多次取得藍絲帶獎、桂冠獎等鐵道相關獎項。但近年開始採用其他公司的技術與工法，除了50000型「VSE」以外已失去獨特性。
車輛製造商分別有特急型的日本車輛製造與川崎重工業，通勤型的日本車輛製造、川崎重工業與綜合車輛製作所橫濱事業所（與前經營者東急車輛製造）。50000型VSE以後的特急型車輛由日本車輛製造獨自生產，4000型（2代）則由綜合車輛製作所橫濱事業所（與東急車輛製造）與JR東日本新津車輛製作所（現綜合車輛製作所新津事業所）製造。車輛的更新、檢修由車輛製造商或集團企業小田急工程（過去的小田急車輛工業）施工。特急型與通勤型車輛的控制系統製造商分別為東芝及三菱電機。
為了防止火災，全部通勤型車輛的車廂貫通門都不設門檔。另外，小田急也是首間服役中營業車輛都裝設單臂式集電弓的大手私鐵。
自開業以來，除部分車輛（浪漫特快3000型SE車、國鐵樣式的1800型、沿用舊型車機器的4000型 （初代））以外，長期使用住友金屬工業製造的轉向架。但浪漫特快從50000形VSE以後改由日本車輌製造生產，通勤型3000型（2代）以後改由東急車輛製造（→綜合車輛製作所）生產。

### 現有車輛

#### 特急型車輛
- 70000型「GSE」
- 60000型「MSE」（可直通東京地下鐵、JR東海的特急車輛）
- 30000型「EXE」（2017年起陸續更新為「EXEα」）

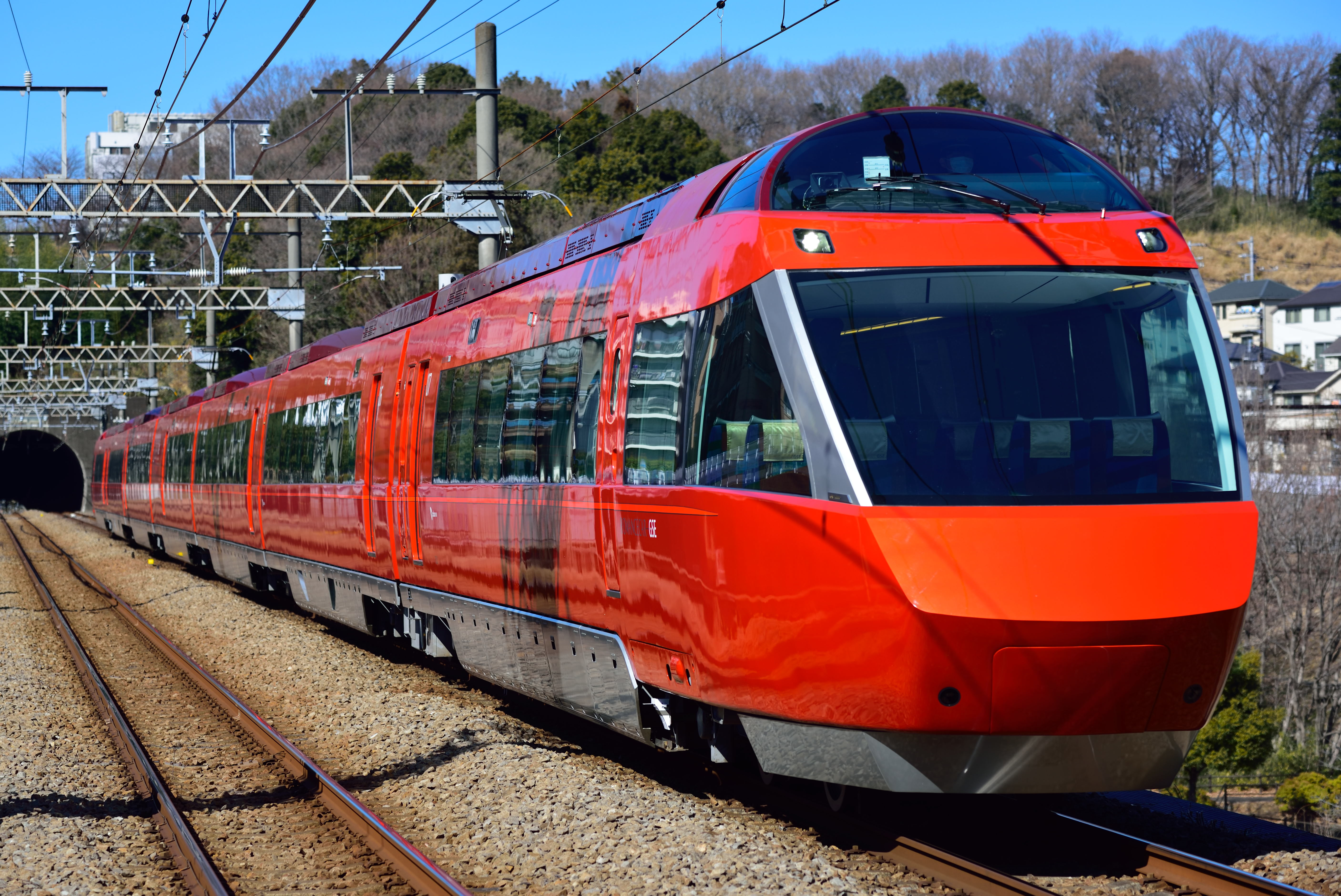
70000型「GSE」
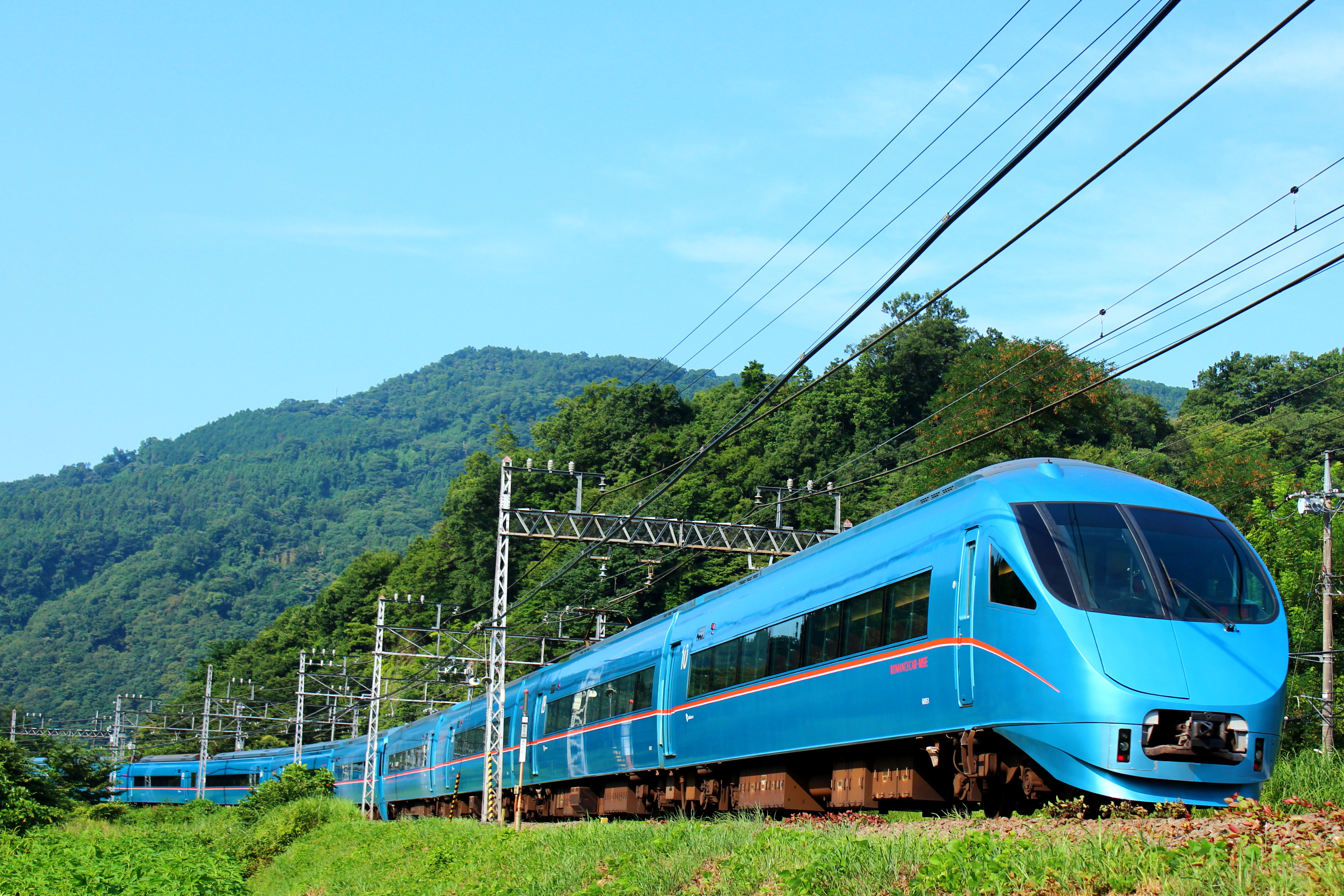
60000型「MSE」
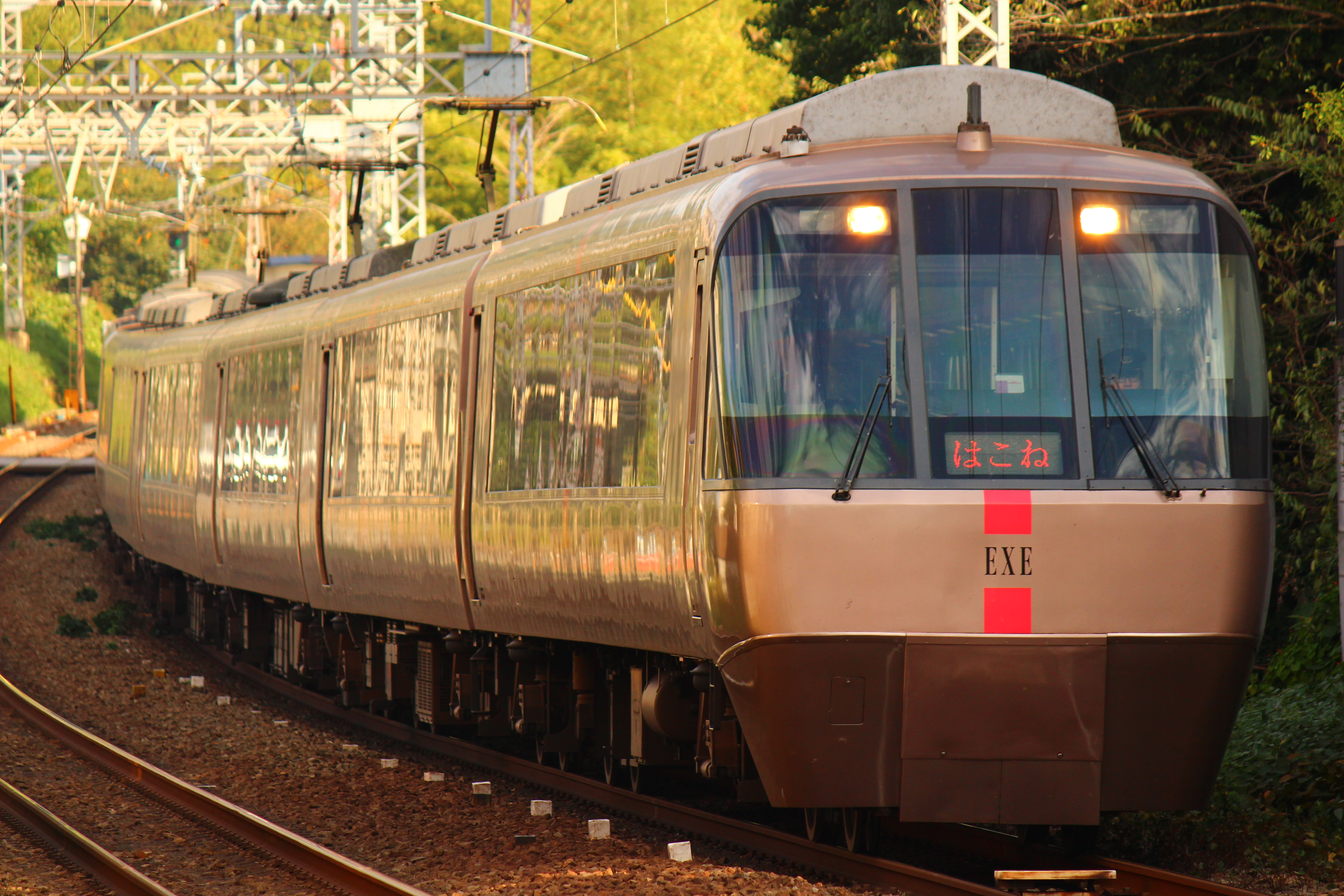
30000型「EXE」
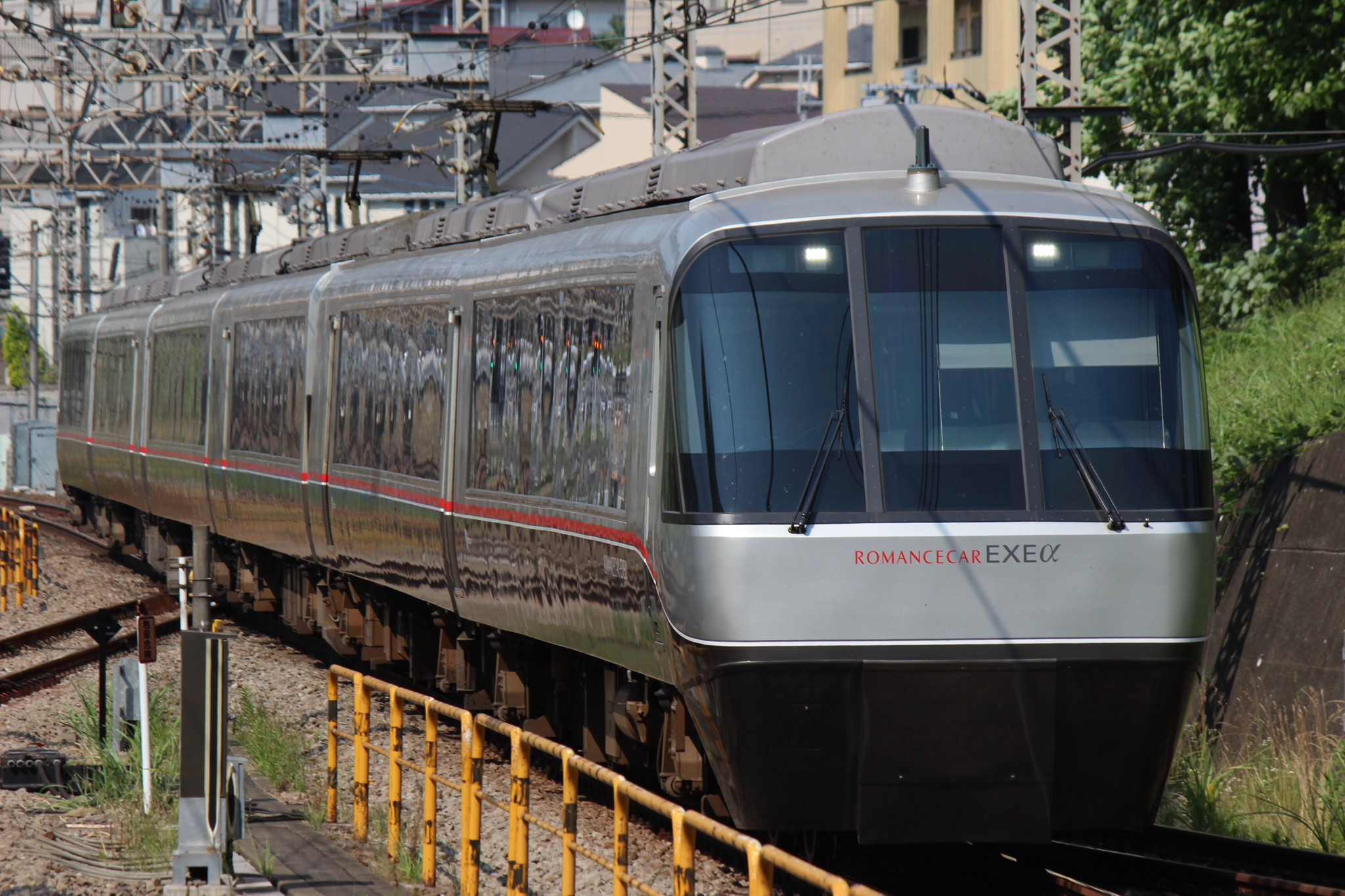
30000型「EXEα」

#### 通勤型車輛

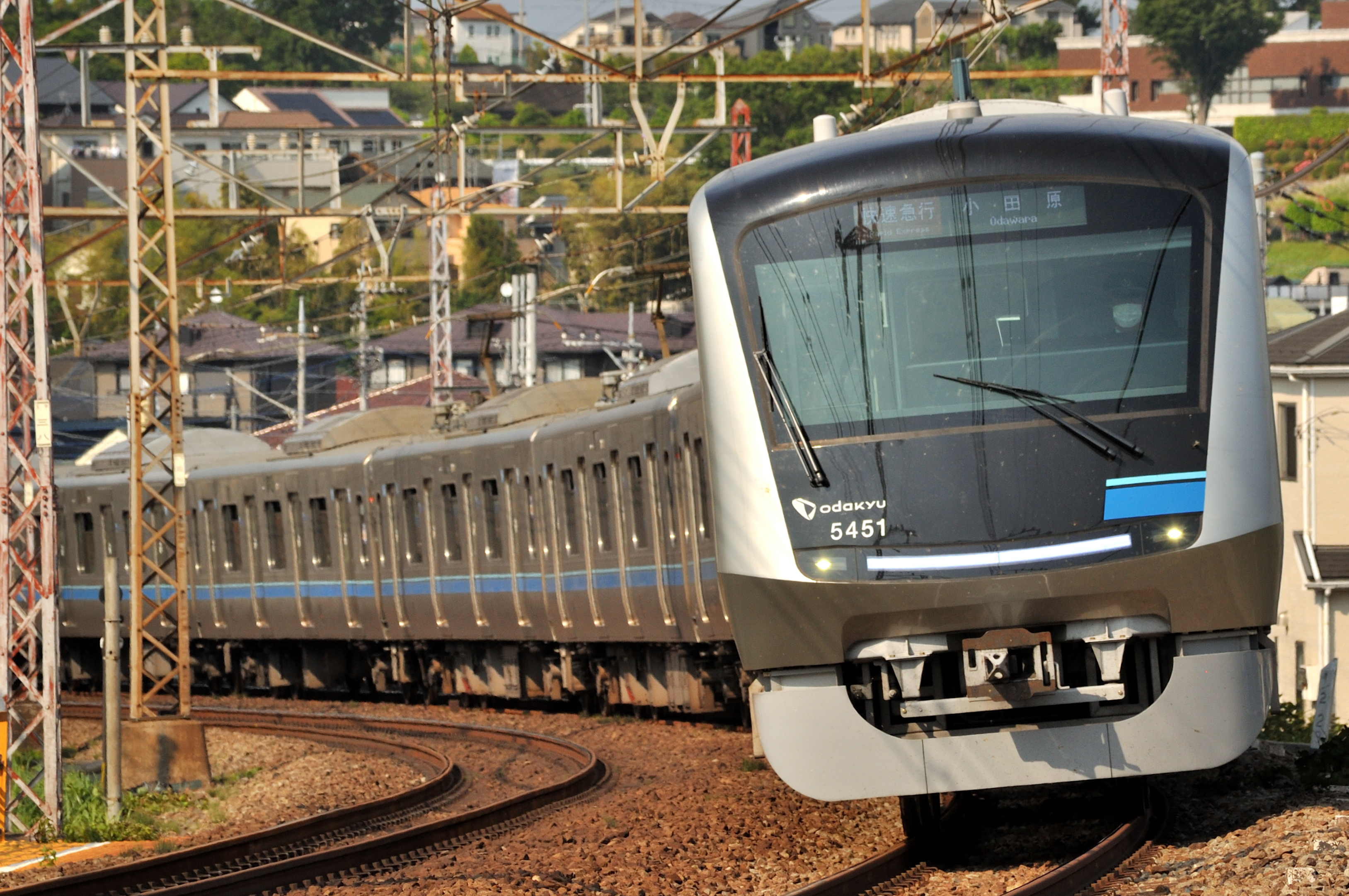
5000型（2代）
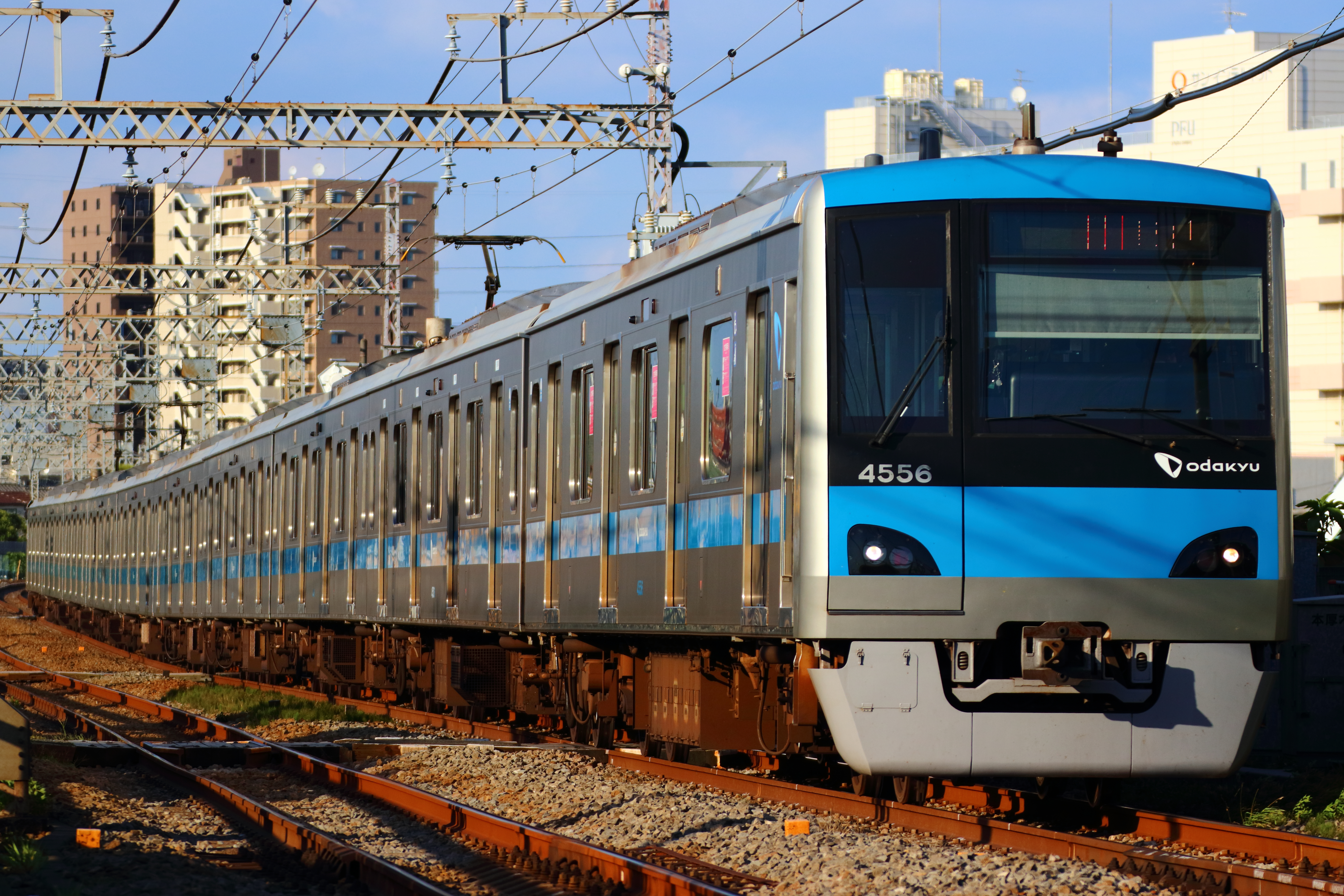
4000型（2代）（可直通地下鐵千代田線/JR常磐緩行線的車輛[31]）
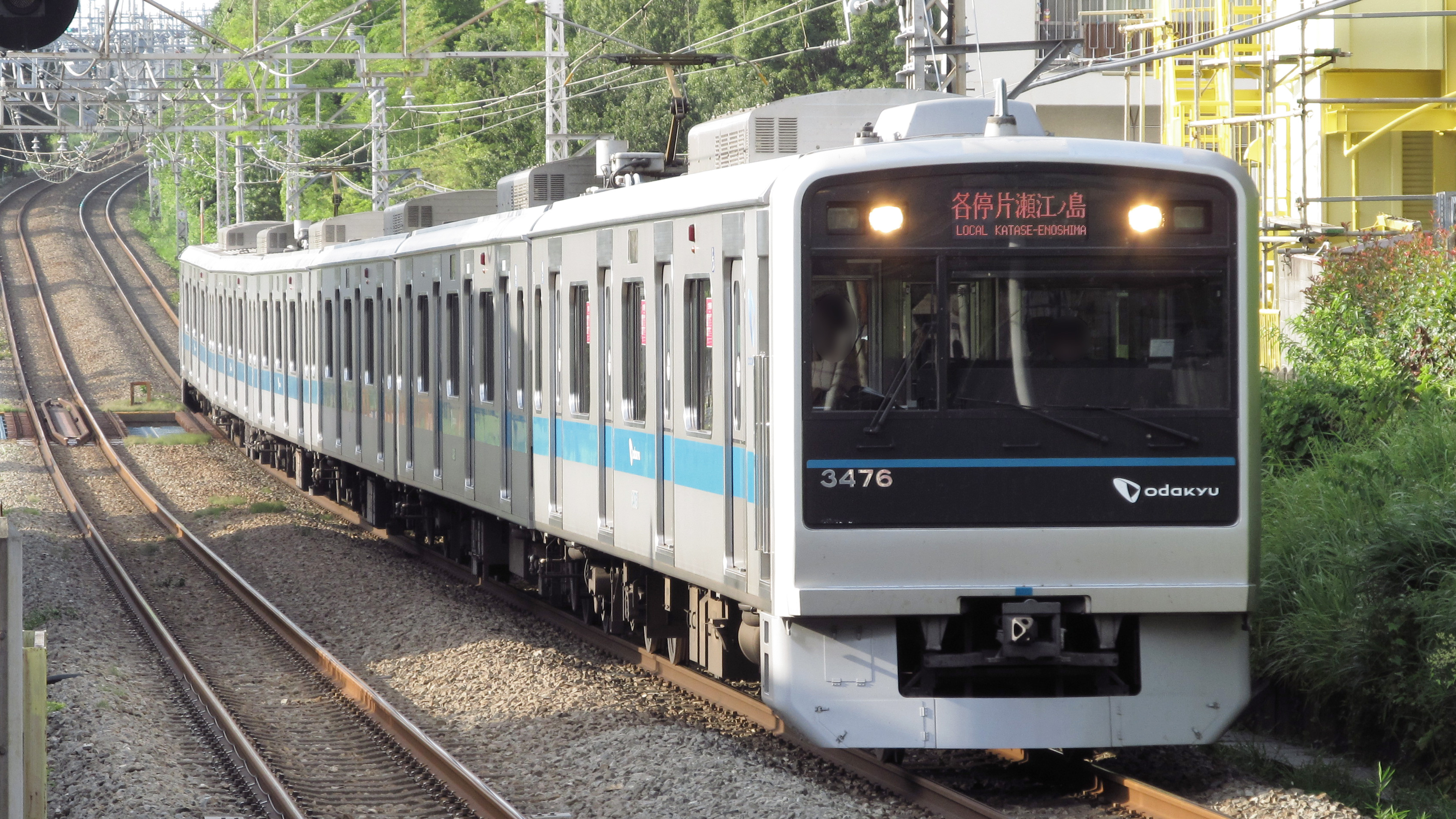
3000型（2代）（日语：小田急3000形電車 (2代)）
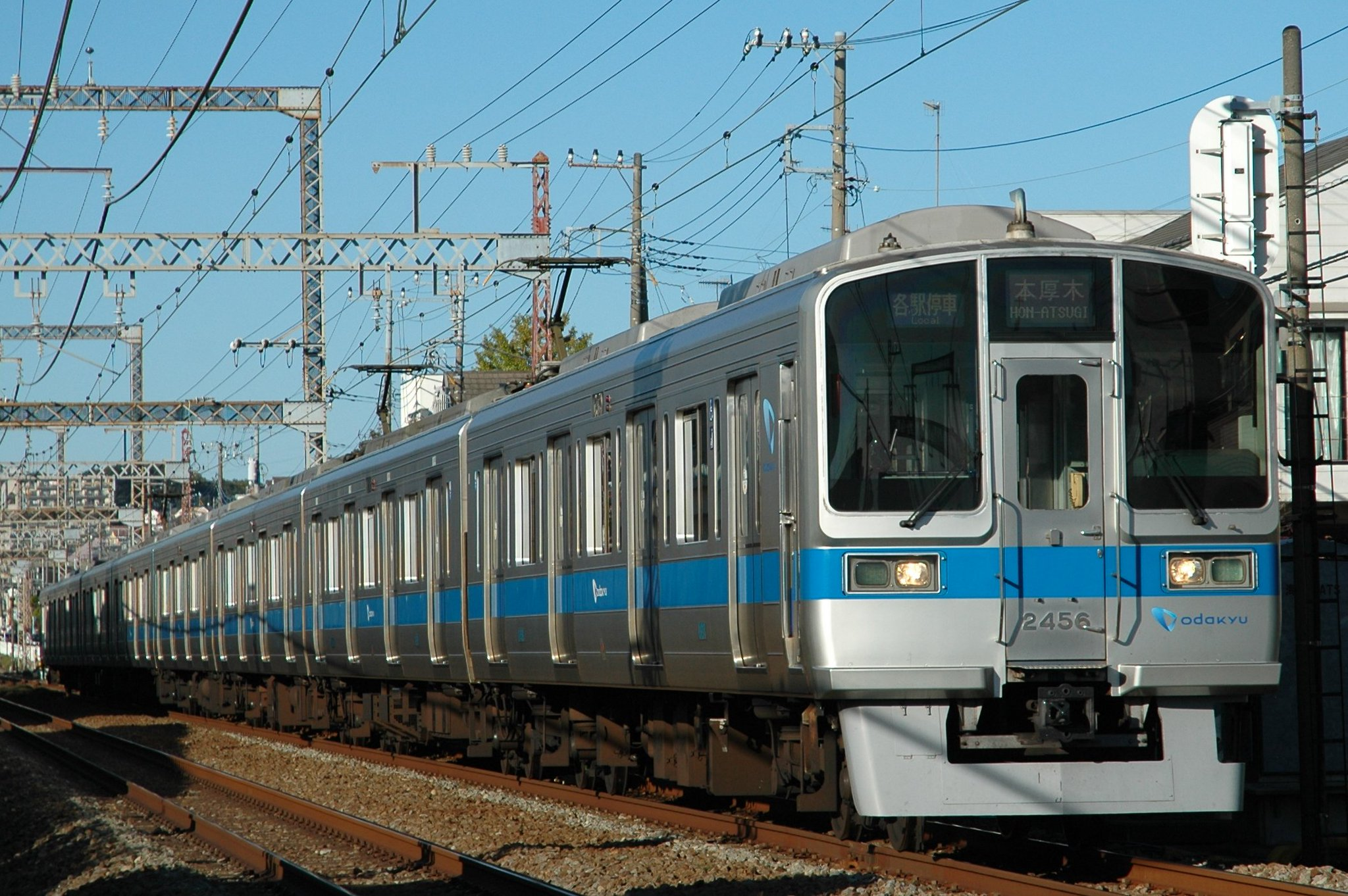
2000型（日语：小田急2000形電車）
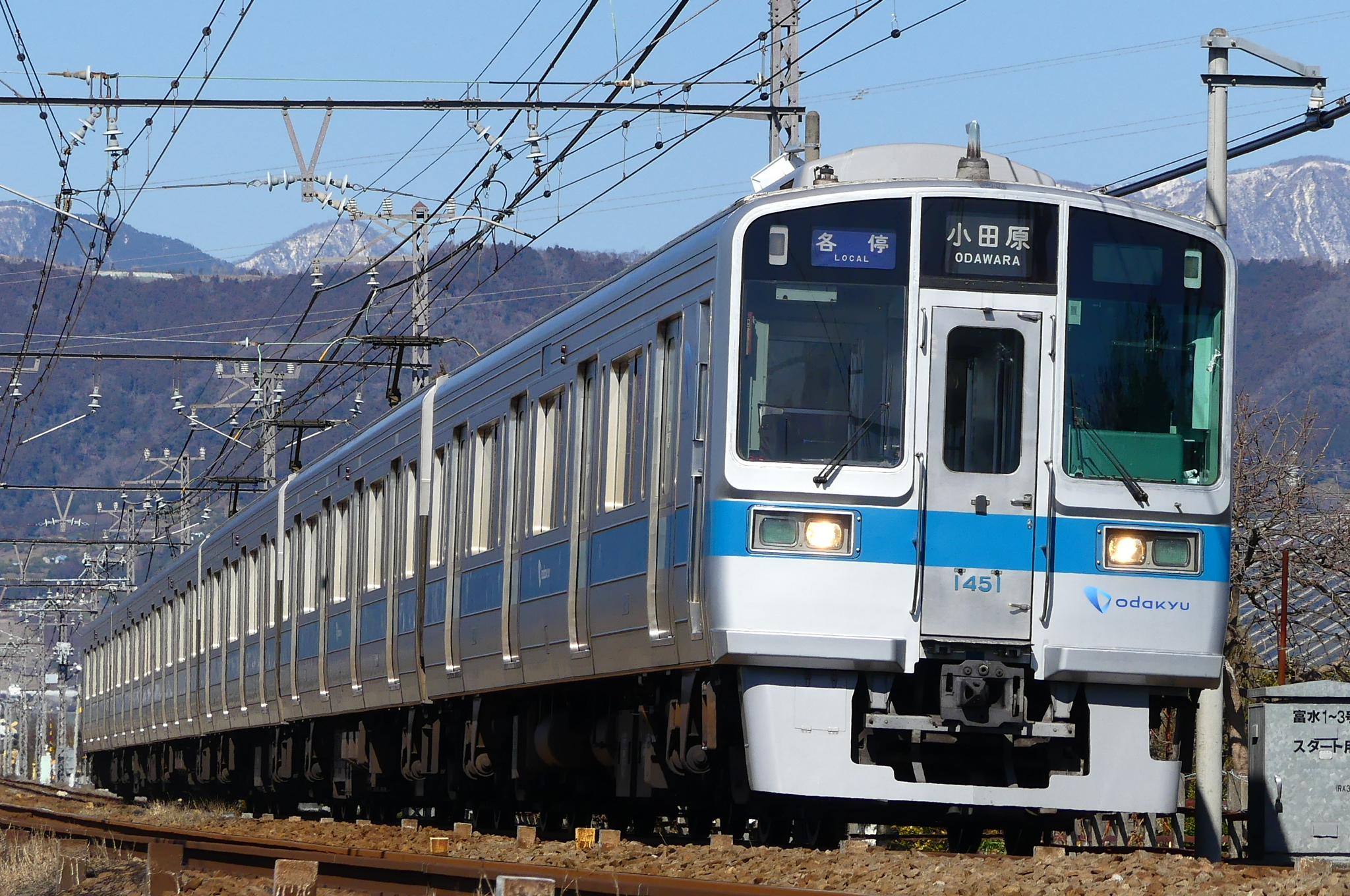
1000型（日语：小田急1000形電車）
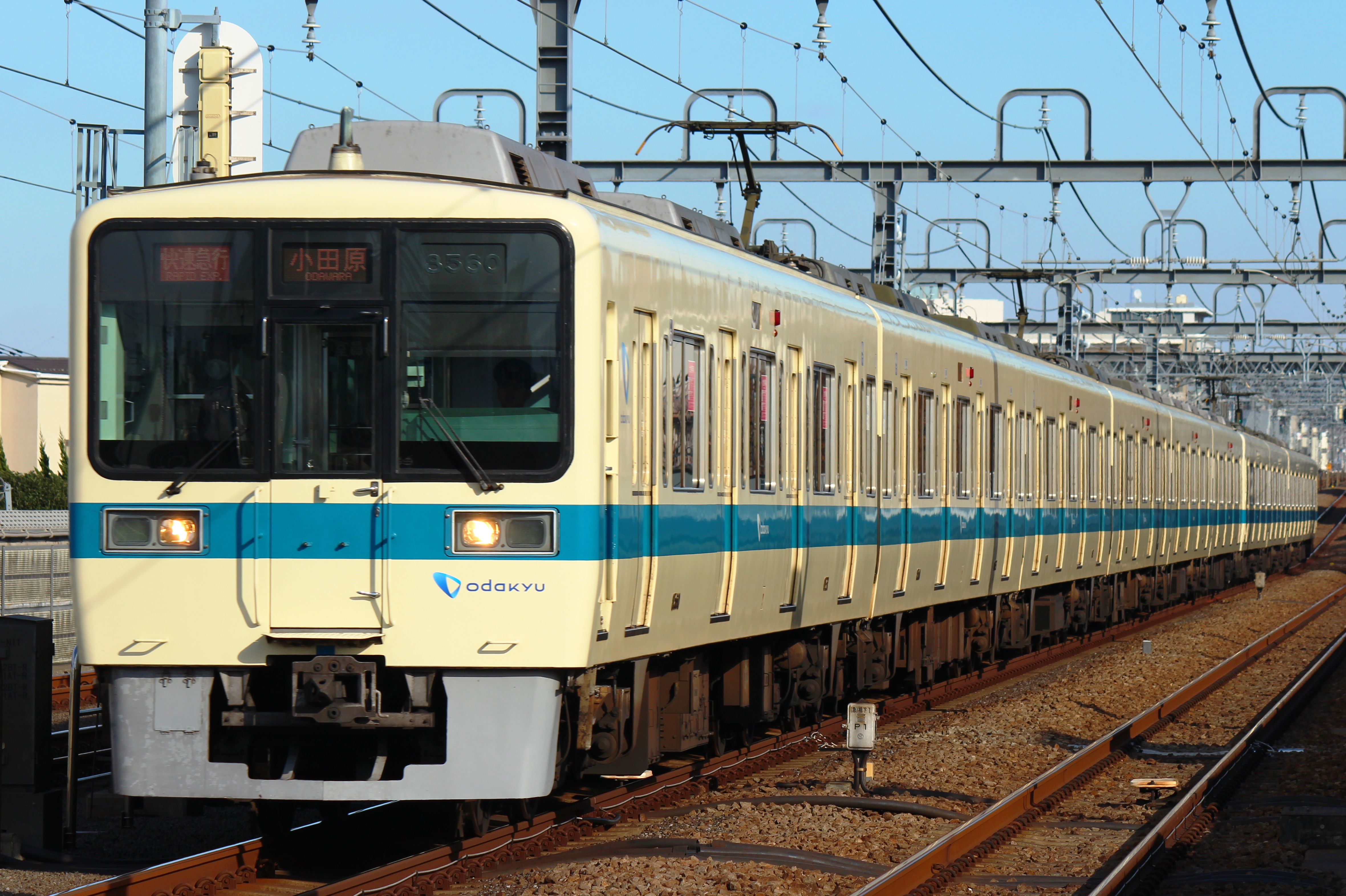
8000型（日语：小田急8000形電車）

- 5000型（2代）
- 4000型（2代）
- 3000型（2代）
- 2000型
- 1000型
- 8000型

#### 鐵道事業用車
- Kuya 31（TECHNO-INSPECTOR）（日语：小田急クヤ31形検測電車）

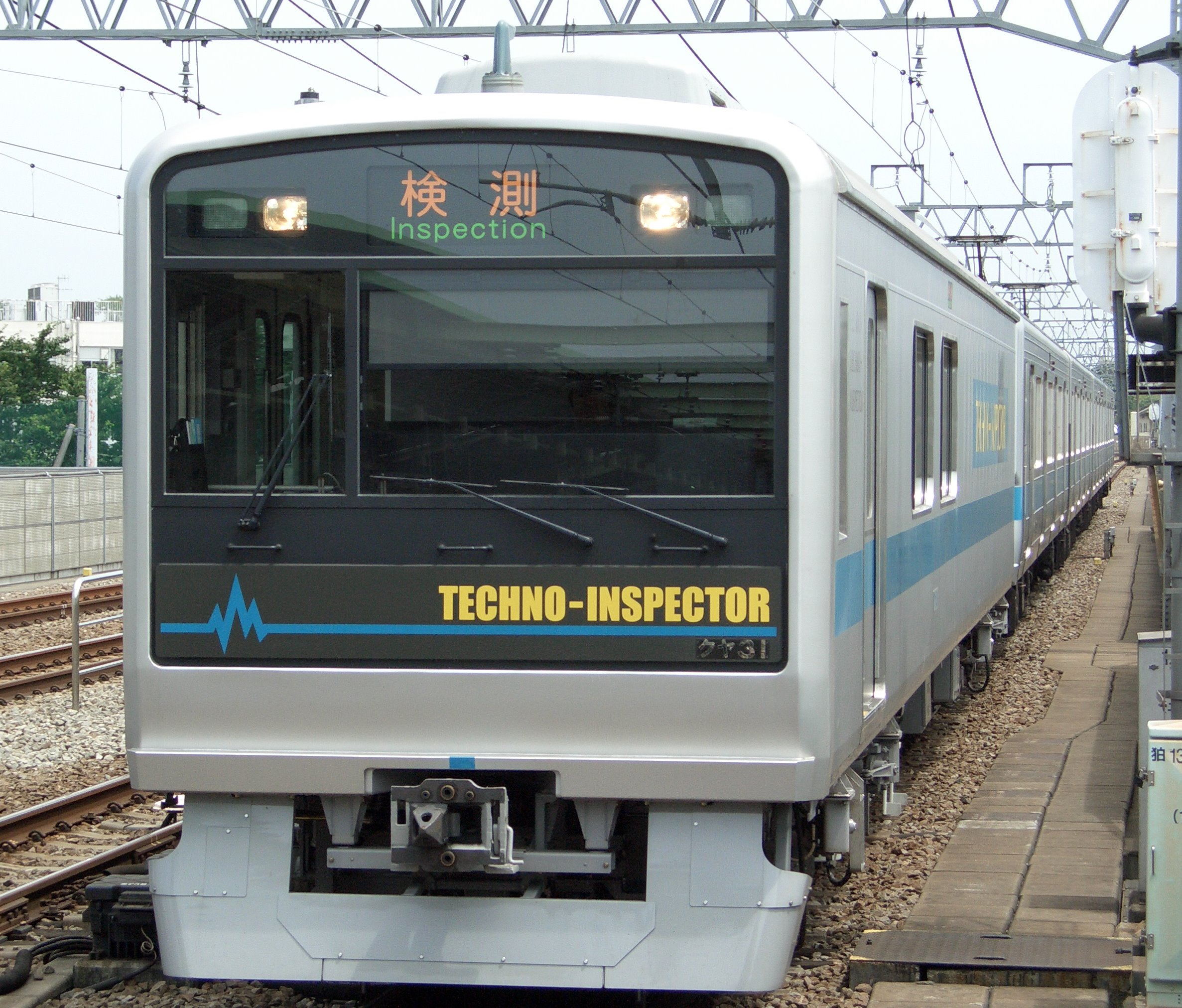
Kuya 31型

### 過去車輛

#### 特急型車輛
- 20000型「RSE」（日语：小田急20000形電車）（JR御殿場線直通特急「朝霧」使用車輛。一編組轉讓給富士急行）
- 10000型「HiSE」（2編組轉讓給長野電鐵）
- 3100型「NSE」（日语：小田急3100形電車）
- 3000型「SE」、「SSE」
- 7000型「LSE」（日语：小田急7000形電車）
- 50000型「VSE」（2023年12月10日退出運營）

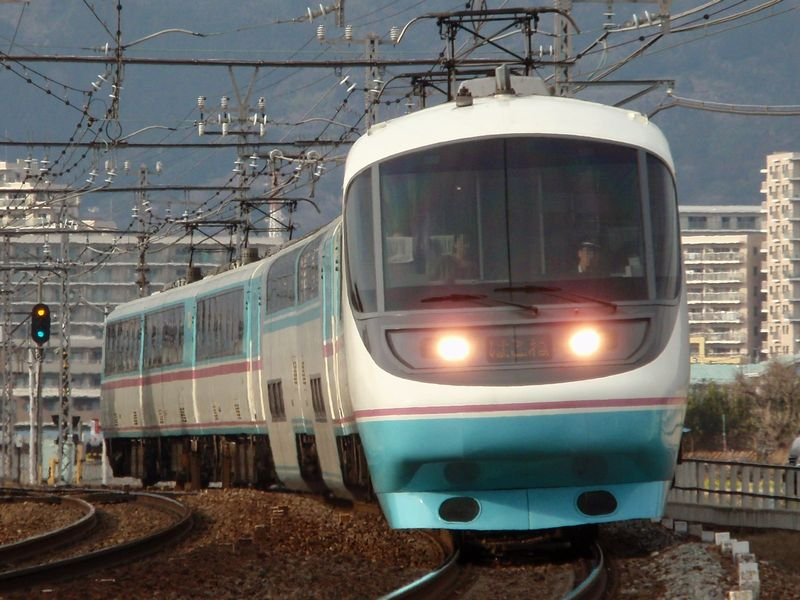
20000型「RSE」
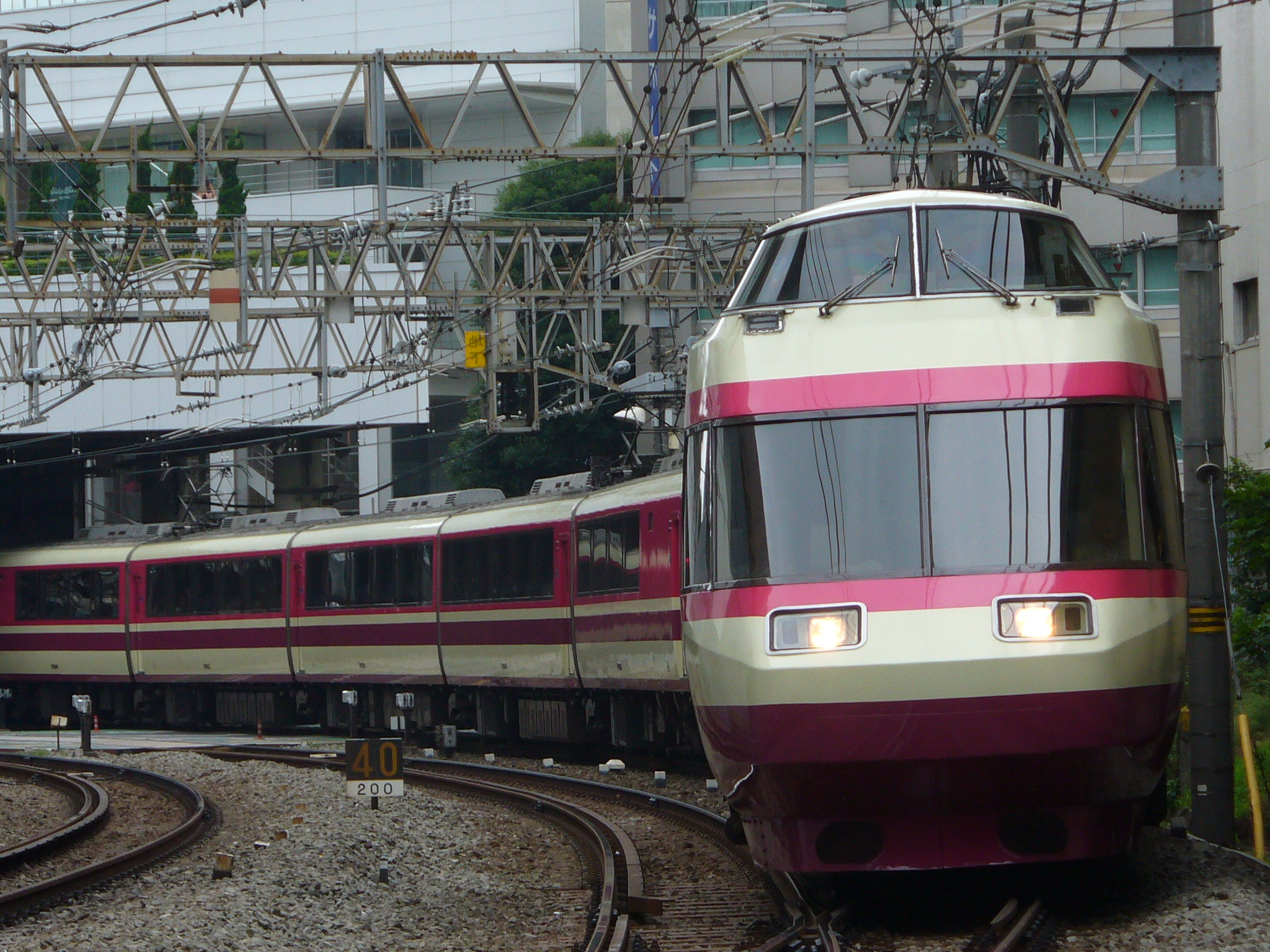
10000型「HiSE」
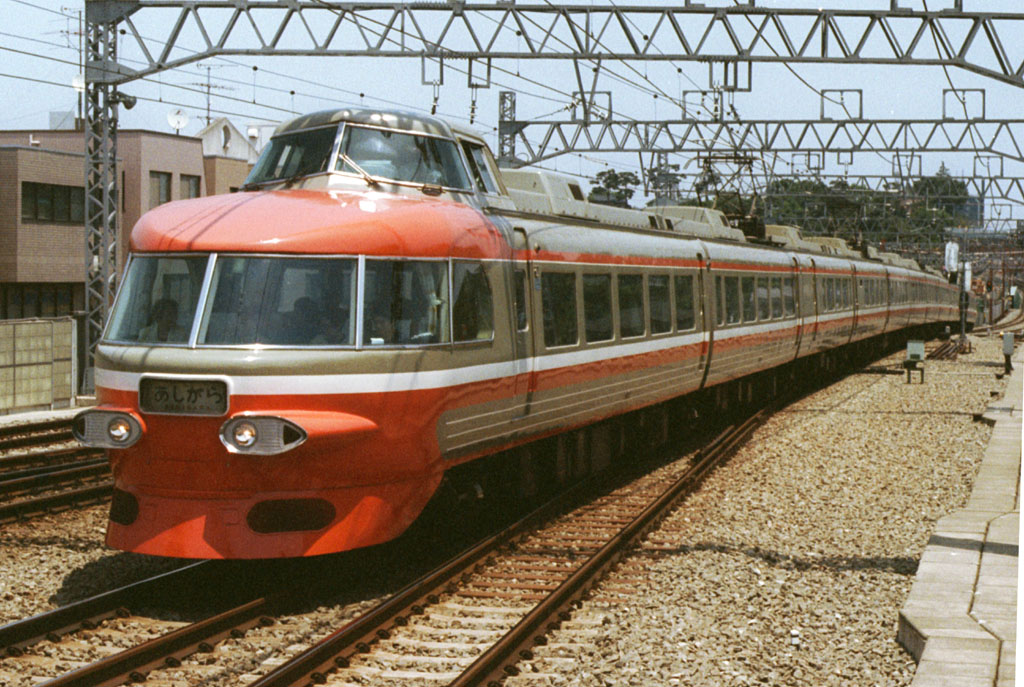
3100型「NSE」
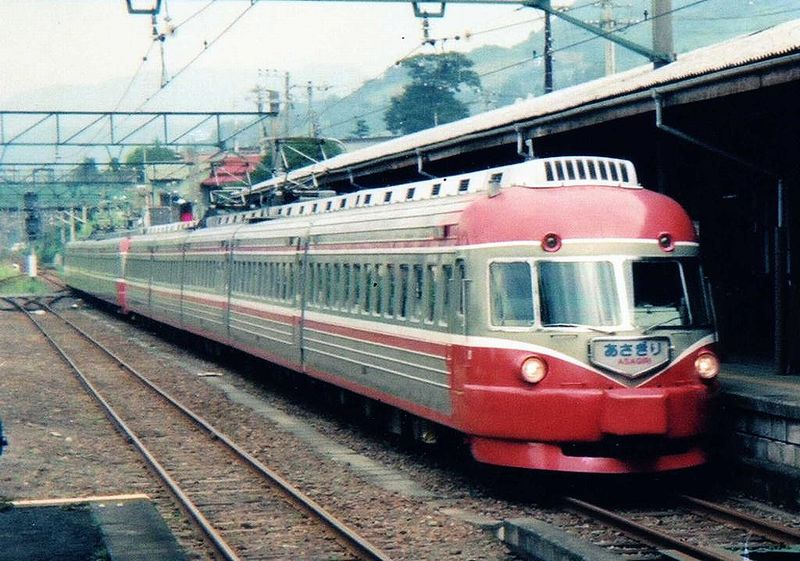
3000型「SE」、「SSE」
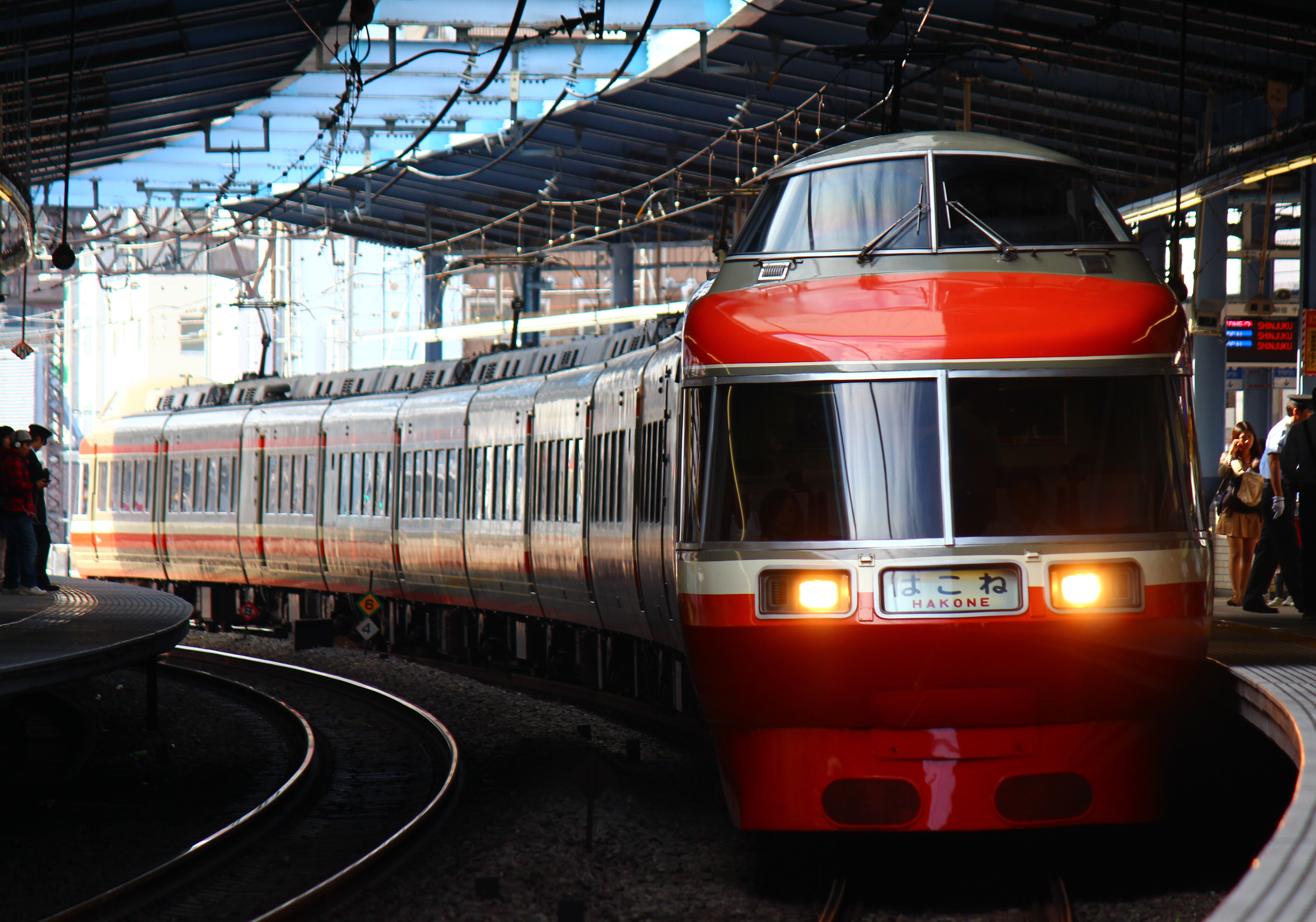
7000型「LSE」
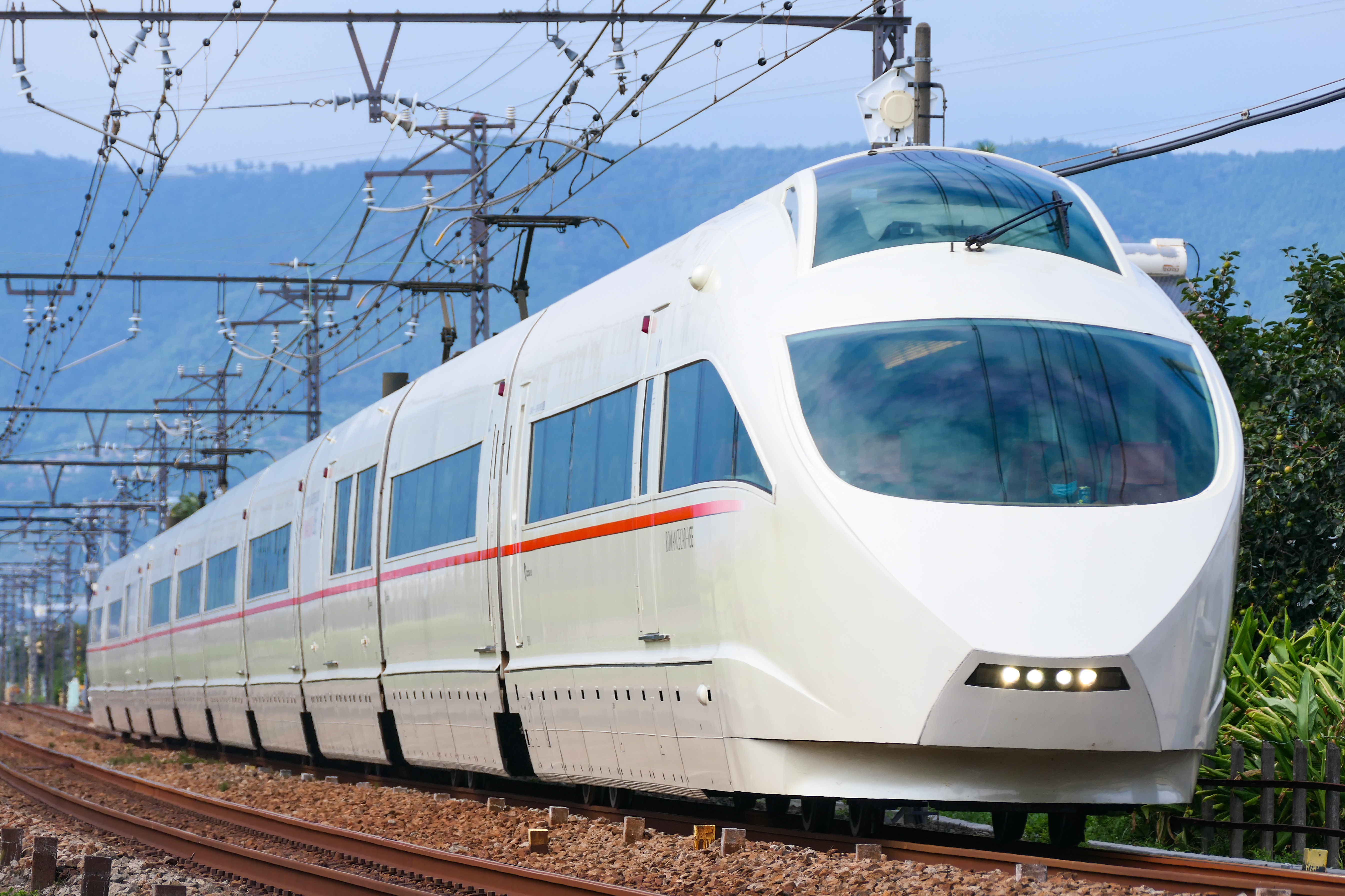
50000型「VSE」

#### 特急型柴聯車
- Kiha 5000型、5100型（日语：小田急キハ5000形気動車）

#### 特急型降格為通勤型的車輛
- 2300型（日语：小田急2300形電車）
- 1700型（日语：小田急1700形電車）
- 1910型（日语：小田急1900形電車）
- 2320型（日语：小田急2320形電車）（準特急用）

#### 通勤型車輛
- 5000型、5200型（日语：小田急5000形電車）（部分六輛編組改成四輛編組[32]）
- 9000型（日语：小田急9000形電車）（初代千代田線直通車輛、桂冠獎獲獎車輛）
- 4000型（初代）（日语：小田急4000形電車 (初代)）（原軸懸式驅動方式車輛。之後使用2400型設備）
- 2600型（日语：小田急2600形電車）（第一輛大型鋼製車輛）
- 2400型（日语：小田急2400形電車）
- 2220型（日语：小田急2200形電車）
- 2200型（日语：小田急2200形電車）（第一輛高性能車輛）
- 2100型（日语：小田急2100形電車）
- 1900型（日语：小田急1900形電車）
- 1800型（日语：小田急1800形電車）（63系（日语：国鉄63系電車）等改造車輛）
- 1600型（日语：小田急1600形電車）
- 1500型（日语：小田急1500形電車）（帝都電鐵Moha 200型→小田急Deha 1500型/帝都電鐵Kuha 500型→小田急Kuha 1550型）
- 1400型（日语：小田原急行鉄道201形電車）
- 1300型（日语：小田原急行鉄道151形電車）（小田原急行151型、大東急→小田急1250型）
- 1200型（日语：小田原急行鉄道101形電車）（小田原急行101型、121型、131型、大東急1200型）
- 1100型（日语：小田原急行鉄道1形電車）（小田原急行1型、大東急→小田急1150型）

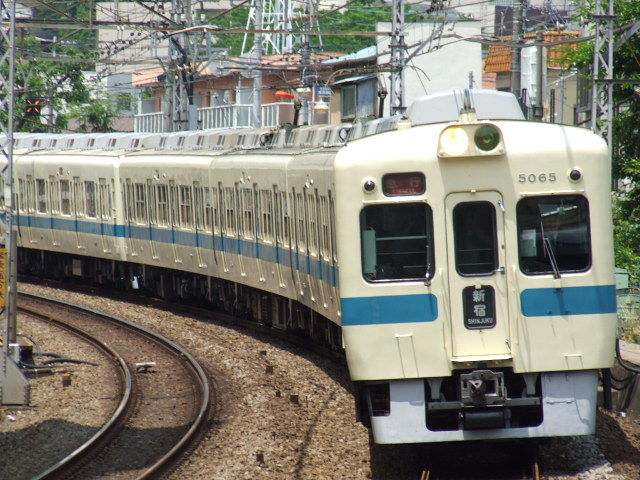
5000型、5200型
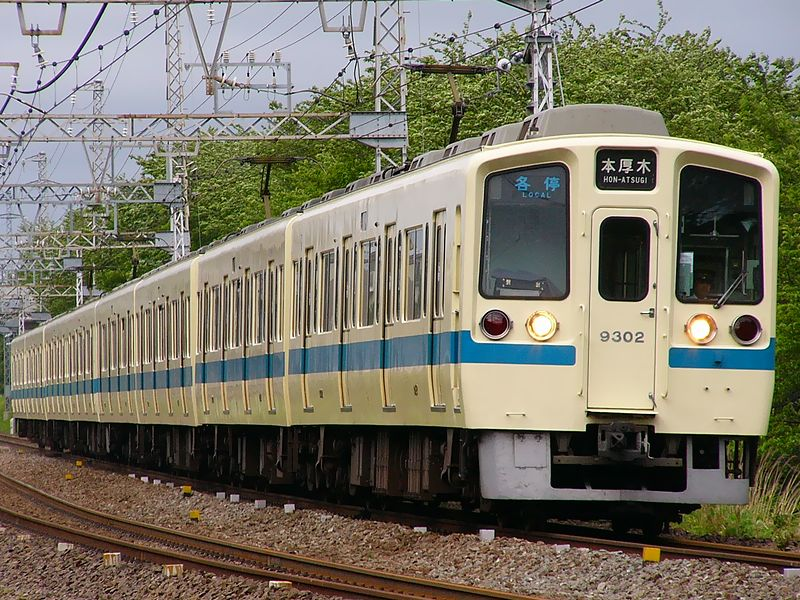
9000型
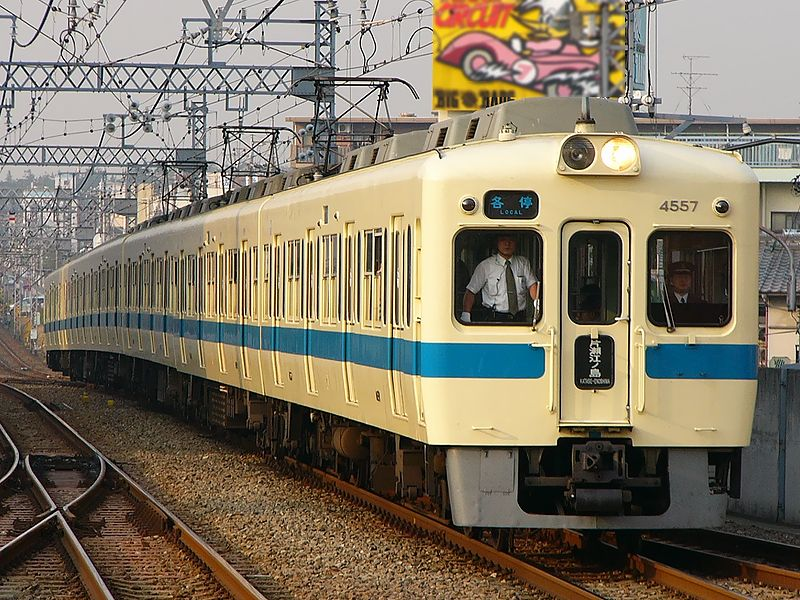
4000型（初代）
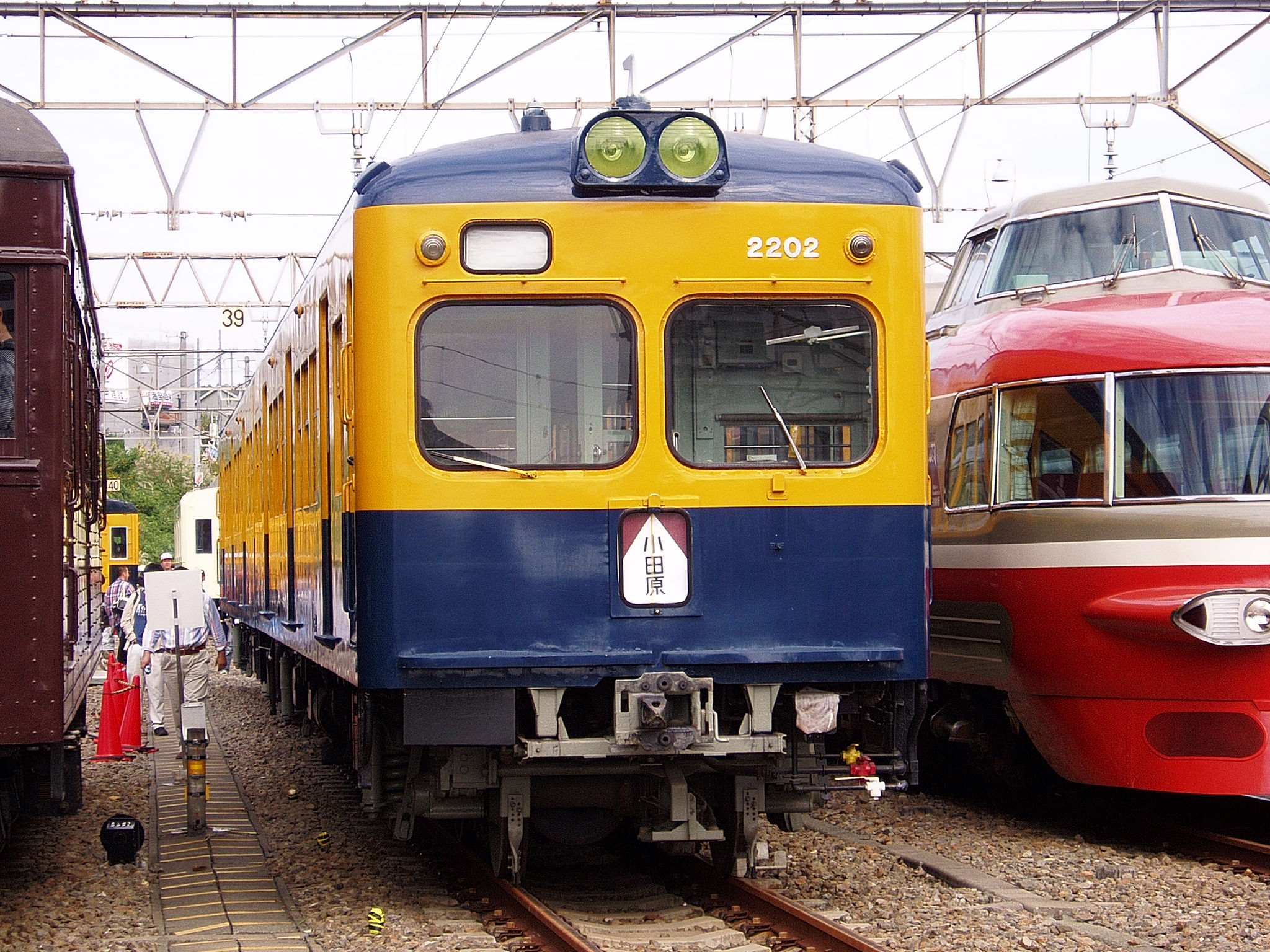
2200型
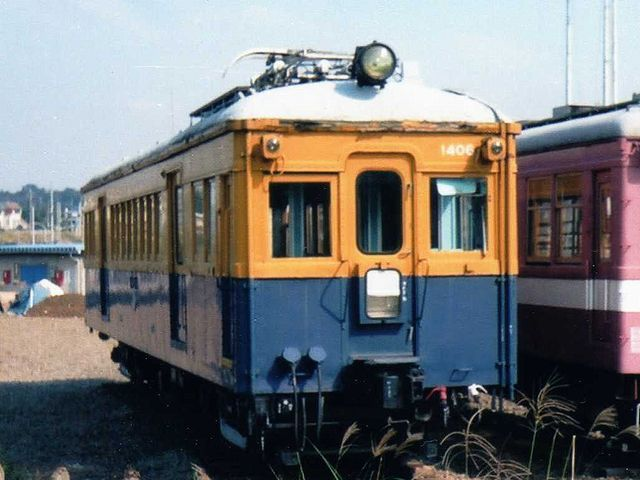
1400型
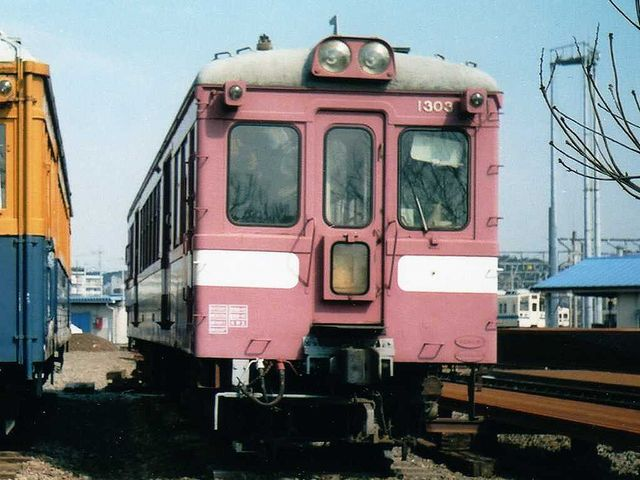
1300型
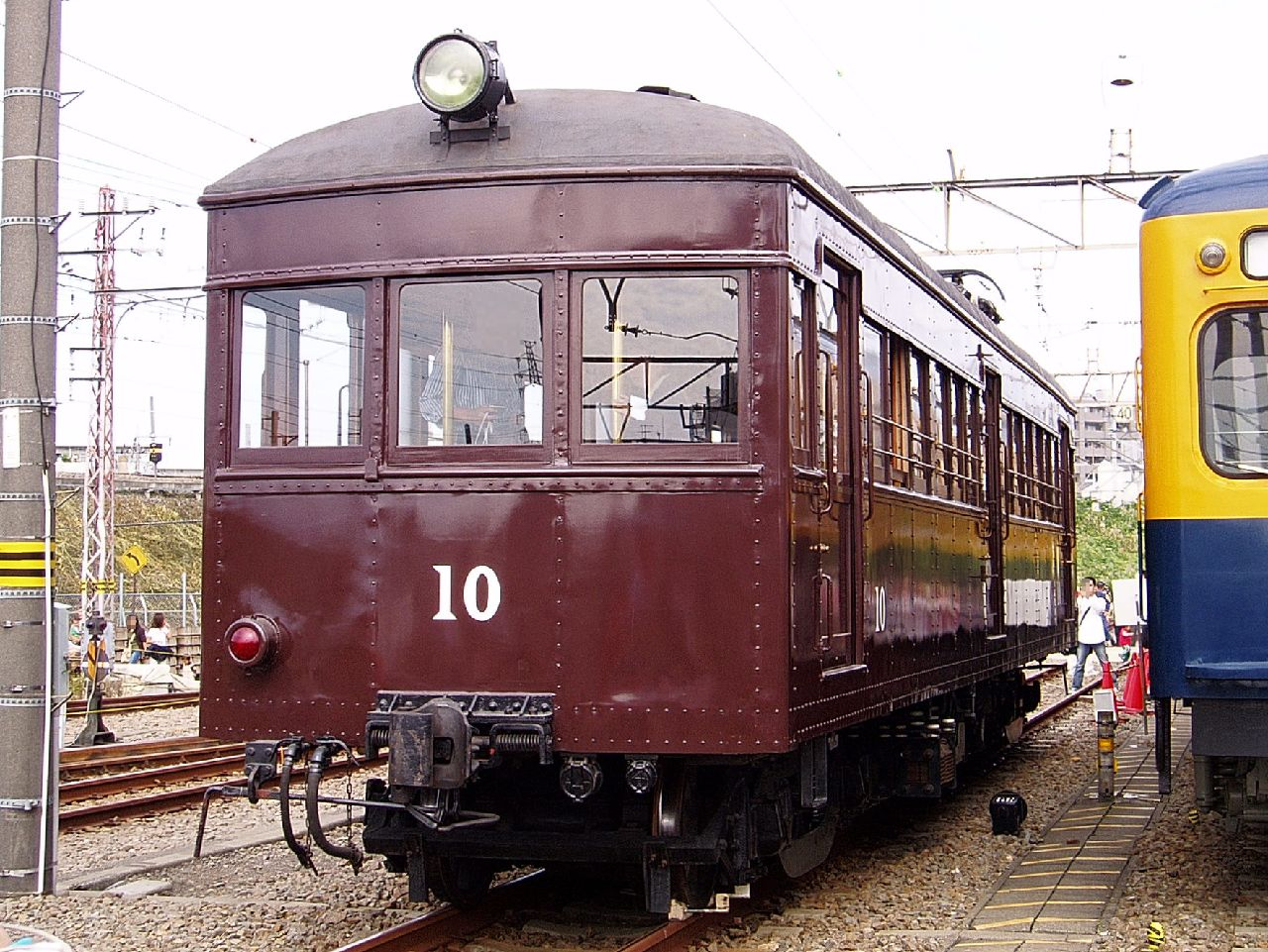
小田原急行1型（1100型）

#### 單軌電車
- 500型（日语：小田急500形電車）

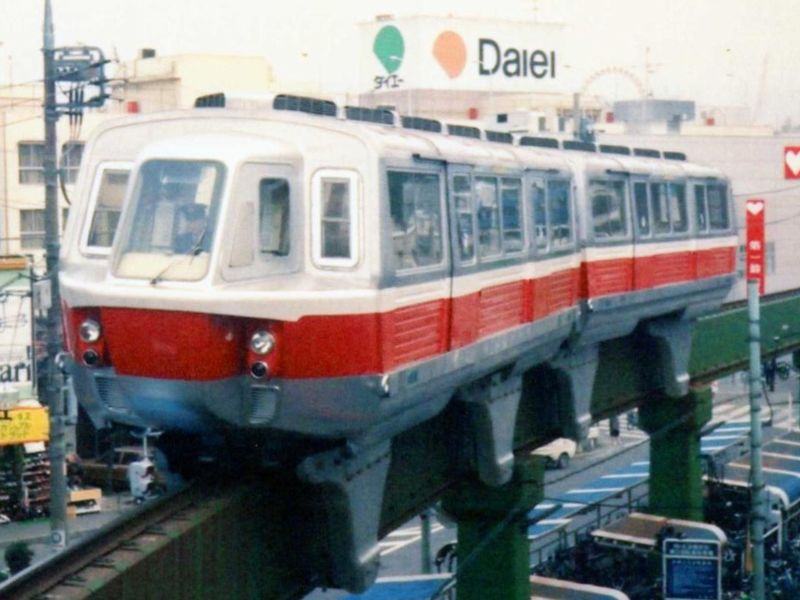
500型

### 其他
- 小田急電鐵貨物電車（日语：小田急電鉄の荷物電車）
  - Moni 1→Moyuni 1→Deyuni 1000→Deni 1000（日语：小田原急行鉄道モニ1形電車）
  - Deni 1100（日语：小田原急行鉄道1形電車）
  - Deni 1300（日语：小田原急行鉄道151形電車）
- 小田急電鐵電力機車（日语：小田急電鉄の電気機関車）
- 小田急Deto 1型型電力動車組（日语：小田急デト1形電車）
- Ihe 900形、Ihe 910形（移動變電所（日语：移動変電所）車輛）

## 車輛段、機修廠
現在小田急電鐵營運中的車輛檢修設施如下。
- 大野工場
- 喜多見檢車區
- 喜多見檢車區唐木田出張所（原為經堂檢車區唐木田出張所）
- 海老名檢車區
- 海老名檢車區小田原出張所

過去曾使用的車輛檢修設施如下。
- 經堂工場（經堂車庫）
- 經堂檢車區
- 經堂檢車區新原町田出張所
- 經堂檢車區小田原出張所
- 經堂檢車區片瀨江之島出張所
- 相武台工場
- 足柄車庫

## 乘務員區所
- 喜多見電車區、（新宿出張所）
- 喜多見車掌區、（新宿出張所）
- 大野電車區
- 大野車掌區
- 海老名電車區
- 海老名車掌區
- 足柄電車區
- 足柄車掌區

## 研修中心
2001年（平成13年）1月15日開設「小田急研修中心」。除了鐵道職員的養成，也舉辦集團企業的共同研修。
- 所在地：東京都世田谷區喜多見9丁目25番10號（喜多見站步行5分）

## 票價
大人普通旅客票價（兒童半價，IC卡未滿1圓無條件捨去，車票10圓以下無條件進位）。以下為2014年4月1日修正後票價表。
| 里程    | 票價（日圓） | 票價（日圓） | 里程    | 票價（日圓） | 票價（日圓） |
| 里程    | IC卡         | 車票         | 里程    | IC卡         | 車票         |
| ------- | ------------ | ------------ | ------- | ------------ | ------------ |
| 0 - 3km | 124          | 130          | 38 - 41 | 453          | 460          |
| 4 - 6   | 154          | 160          | 42 - 46 | 494          | 500          |
| 7 - 9   | 185          | 190          | 47 - 51 | 535          | 540          |
| 10 - 13 | 216          | 220          | 52 - 56 | 586          | 590          |
| 14 - 17 | 247          | 250          | 57 - 61 | 627          | 630          |
| 18 - 21 | 278          | 280          | 62 - 66 | 669          | 670          |
| 22 - 25 | 308          | 310          | 67 - 71 | 720          | 720          |
| 26 - 29 | 340          | 340          | 72 - 76 | 772          | 780          |
| 30 - 33 | 370          | 370          | 77 - 81 | 822          | 830          |
| 34 - 37 | 411          | 420          | 82 - 83 | 874          | 880          |

- 小田原線小田急相模原以西各站往來江之島線東林間以南各站的車費，未計算相模大野 - 相模大野分岐點（日语：相模大野分岐点）間的里程數。

## 車票發售
- 特急券已推出手機購票系統「Romancecar@Club」。民眾在登錄信用卡資訊後可在電腦與手機上進行預約或購票（手機購票後可無票乘車）。開放購票區間為小田急線、東京地下鐵線各站。特急「富士山」的松田 - 御殿場間僅能查看空位。可使用的信用卡有小田急發行的OP信用卡、VISA、MasterCard、JCB、美國運通卡、大來卡。
- 在車站窗口、多功能售票機可以信用卡購入定期券、普通乘車券（連絡乘車券除外）、回數券、特急券、周遊券等。可使用的信用卡有小田急發行的OP信用卡、VISA、MasterCard、JCB、美國運通卡。
- 多數乘車券、特急券、周遊券可在JTB等旅行社購入。

## 周遊券、優惠套票
小田急沿線有箱根與江之島、鎌倉、丹澤、大山、伊豆等知名觀光地，因此小田急針對觀光客推出了許多「周遊券」與「優惠套票」。
部分票券可在相模鐵道、西武鐵道購入，並可搭乘雙方的鐵路路線。

### 周遊券
- 箱根周遊券（日语：箱根フリーパス）
- 江之島-鎌倉周遊券（日语：江の島・鎌倉フリーパス）
- 箱根鎌倉周遊券
- 富士箱根周遊券
- 江之島1天周遊券（日语：江の島1dayパスポート）
- 丹澤大山周遊券（日语：丹沢・大山フリーパス）
- 伊東周遊券（日语：伊東観光フリーパス）
- 小田急東京地下鐵通票（日语：東京地下鉄一日乗車券）

過去還曾發售西伊豆周遊券、中伊豆周遊券、南伊豆周遊券。

### 優惠套票

#### 溫泉套票
日歸溫泉 箱根湯寮套票
內含小田急電鐵出發車站至箱根登山鐵道線箱根湯本站的往返優惠車票（可中途下車）與箱根湯寮大浴場「本殿 湯樂庵 大湯」入湯券。有效期間為使用開始日起連續兩日。
箱根小涌園Yunessun 遊湯套票
內含小田急電鐵出發車站至箱根登山鐵道線強羅站的往返優惠車票（可中途下車）、箱根登山巴士指定曲間往返車票（可中途下車）以及小涌園Yunessun入湯券。有效期間為使用開始日起連續兩日。出發日若在4月30日 - 5月5日以及7月31日 - 8月31日之間須加價。
「湯之里 剛田」溫泉三昧套票
內含小田急電鐵出發車站至箱根登山鐵道線箱根湯本站的往返優惠車票（可中途下車）與箱根湯本「湯之里 剛田」入湯券。有效期間為使用開始日起連續兩日。
箱根野天風呂套票 天山湯治鄉
內含小田急電鐵出發車站至箱根登山鐵道線箱根湯本站的往返優惠車票（可中途下車）與天山湯治鄉優惠入湯券。有效期間為使用開始日起連續兩日。
小田急箱根Lake Hotel（日歸）入湯套票
小田急箱根高速巴士新宿 - 箱根Lake Hotel的往返優惠車票與箱根Lake Hotel天然溫泉石楠花的優惠入湯休憩券。有效期間為使用開始日起一日。
箱根仙石入湯套票
小田急箱根高速巴士新宿 - 仙鄉樓前的往返優惠車票與南甫園優惠入園券。有效期間為使用開始日起一日。現已停售。
過去曾發售箱根秋海棠園、姫沙羅之湯套票、箱根小涌園酒店 遊湯套票。

#### 登山套票
宮瀨水壩登山套票
內含小田急電鐵出發車站至本厚木站的往返優惠車票（可中途下車）與神奈川中央交通巴士指定區間不限次數上下車乘車券。有效期間為使用開始日起連續兩日。
過去曾發售足柄古道、萬葉登山套票。

#### 其他套票
雕刻之森美術館套票
內含小田急電鐵出發車站至箱根登山鐵道線雕刻之森站、強羅站的往返優惠車票（可中途下車）與箱根雕刻之森美術館優惠入場券。有效期間為使用開始日起連續兩日。
箱根舊街道-1號線車票
內含小田急電鐵出發車站至小田原站的往返優惠車票與箱根登山鐵道線小田原站 - 小涌谷站間與箱根登山巴士小田原站 - 元箱根港、箱根町間的不限次數上下車乘車券。有效期間為使用開始日起一日。是日本最早導入碳補償的周遊券。
小江戶川越套票
箱根園水族館高速巴士套票
內含小田急箱根高速巴士新宿至箱根園的單程優惠車票與箱根園水族館優惠門票。
箱根玻璃之森高速巴士套票
內含小田急箱根高速巴士的去程優惠車票與箱根玻璃之森優惠門票。
箱根濕生花園高速巴士套票
內含小田急箱根高速巴士的去程優惠車票與箱根濕生花園優惠門票。
過去曾發售御殿往返優惠車票、小田急、世田谷線散策車票。

## 設備

### 車站設備

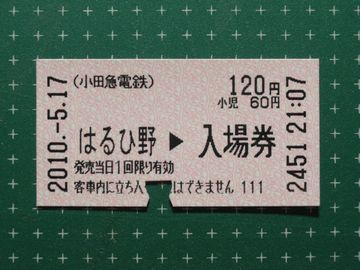
票剪（春日野站）

- 小田急除了2005年以外，每年1月（愛稱「小田急箱根湯煙債券」）與7月（愛稱「小田急箱根紫陽花債券」）發行公司債。募得的資金用來完善車站的無障礙設備、候車室等等。

- 除了新宿、小田原、藤澤、片瀨江之島、新百合丘（多摩線）、唐木田（以上車站皆是路線終點站或是折返式月台）、東北澤、下北澤等站以外，所有車站皆是上下線月台獨立使用。
- 小田急積極更新自動售票機等設備，從早期就在各站設置可使用1萬日圓的售票機。在全面導入自動驗票閘門後，有人剪票口仍持續使用票夾至2016年11月底改為蓋章為止。各站的票夾夾痕皆有差異，並曾舉辦數次票夾夾痕收集活動。
- 2006年起，小田急陸續在主要車站增設自動體外心臟去顫器（AED），並於2012年4月導入於全部車站。此外，2008年3月起開始運行的浪漫特快60000型MSE是日本首輛設置AED的列車，小田急更在同年完成其他浪漫特快列車的AED設置。

#### 站名標
- 為了因應2002年世界盃帶來的旅客運輸需求，小田急從2001年起開始在部分主要車站導入中文、韓文資訊。2001年以後新設、更新的站名標等站內標示依照主要車站加上韓文（部分有簡體中文）表示，其他車站則維持日英雙語表示。2014年1月起，小田急車站全面導入車站編號[15]。
- 小田急在啟用商標時陸續將通用設計的象形符號用於全部車站。2011年以後更新的站名標等資訊看板，除了使用新型設計，還加上了LED照明。

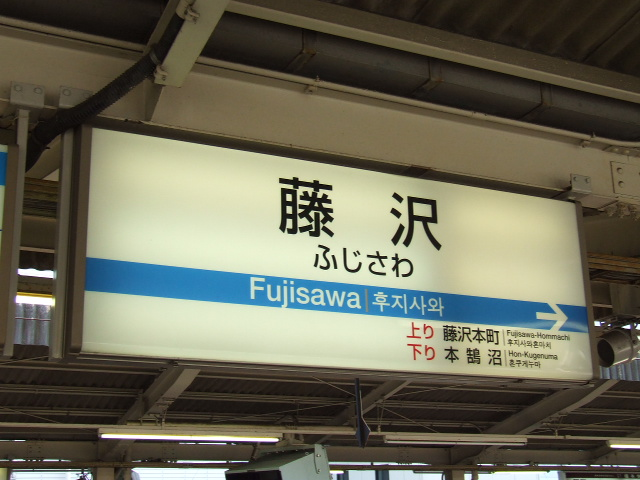
日文、英文、韓文並行的站名標（藤澤站）
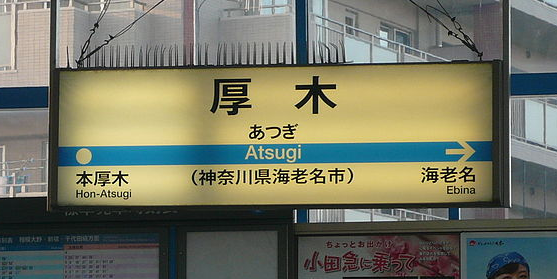
僅有日文與英文，並附註所在地名的站名標。厚木站由於在海老名市，為了避免造成前往厚木市區方向的乘客混淆因此加上所在地名（厚木站）。
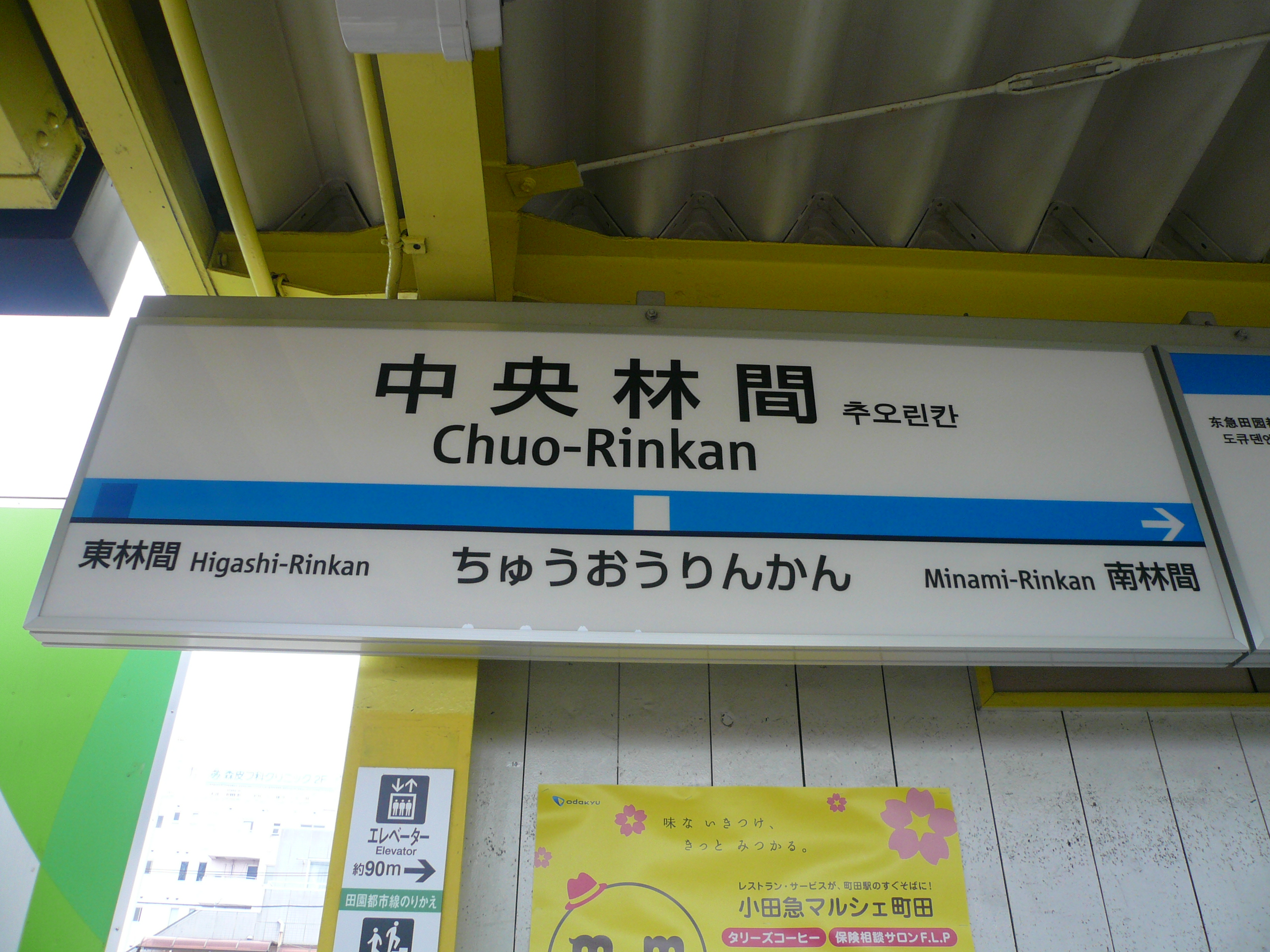
新型站名標（中央林間站）

#### 列車資訊顯示器

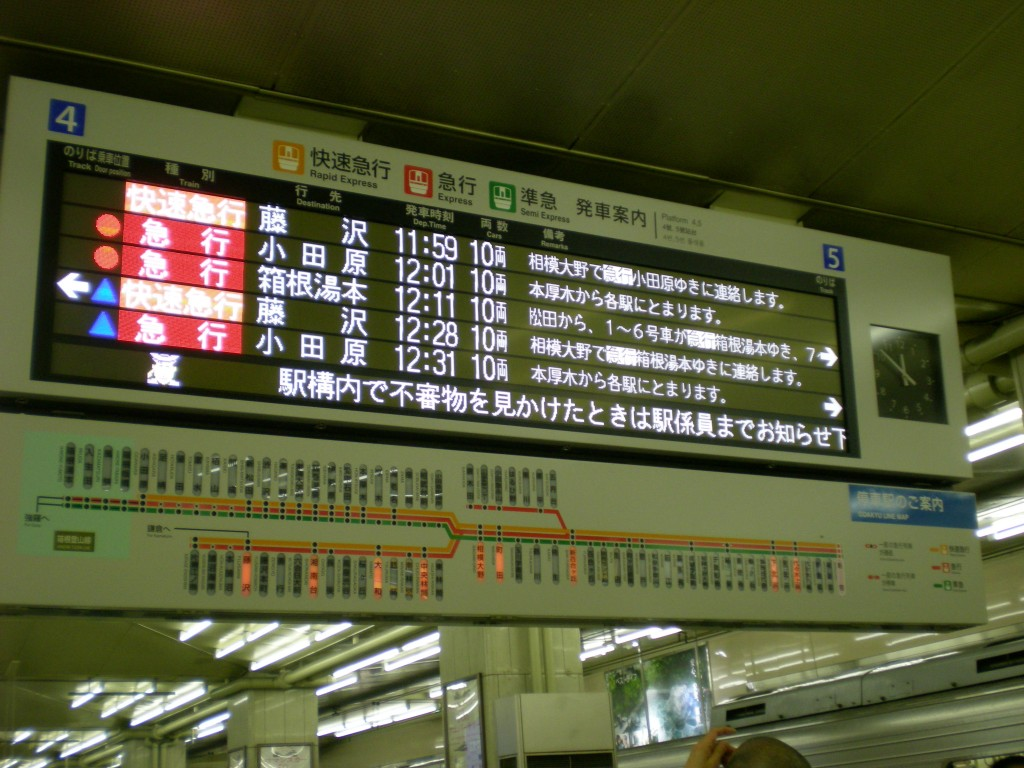
全彩LED式列車資訊顯示器（新宿站）

- 多數車站使用LED式列車資訊顯示器，近年並陸續更新為全彩式，也有部分車站採用LCD式。特急列車的空位資訊使用LCD式。新宿站月台的列車資訊顯示器可表示乘車位置（一般列車）與特急列車使用車輛及空位資訊。

### 線路
- 半徑400公尺以下的彎道設有護軌。
- 複複線區間等部分軌道採用梯型軌枕等最新軌道技術。

### 早期地震警報系統
小田急是第一個導入「早期地震警報系統」的鐵路業者。

### 自動列車停止裝置
小田急全線使用運用數位訊號的自動列車停止裝置「D-ATS-P」。D-ATS-P首先在2012年3月導入多摩線，並於2015年9月12日全面導入於所有路線。D-ATS-P導入前是使用變頻式自動列車停止裝置（OM-ATS）。

### 平交道集中監視系統
小田急線內全部230多個平交道已完成監視器、收音麥克風、喇叭的設置（因立體化廢止的九的平交道僅設置監視器），並由運輸司令所與電氣司令所監視各平交道的狀況（遮斷機動作、異常發生時的機器狀況），可快速處理平交道異常。本系統於2005年起開始導入，並於2008年12月全線導入。

## 一日使用人次前20名車站
資料來自關東交通廣告協議會 （页面存档备份，存于）、東京都統計年鑑 （页面存档备份，存于）、神奈川縣統計要覧。
| 順位 | 站名           | 路線名              | 2015年度  | 2010年度  | 2005年度  | 2000年度 | 備註                           |
| ---- | -------------- | ------------------- | --------- | --------- | --------- | -------- | ------------------------------ |
| 1    | 新宿站         | ■小田原線           | ▲ 492,234 | ▼ 476,773 | ▼ 486,765 | 495,438  | （各公司合計世界第一）         |
| 2    | 町田站         | ■小田原線           | ▲ 291,911 | ▲ 290,621 | ▲ 281,280 | 277,304  |                                |
| 3    | 代代木上原站   | ■小田原線           | ▲ 251,439 | ▲ 224,032 | ▲ 182,257 | 171,288  | 含東京地下鐵千代田線直通人數。 |
| 4    | 藤澤站         | ■江之島線           | ▲ 162,345 | ▲ 154,045 | ▲ 142,109 | 142,096  |                                |
| 5    | 登戶站         | ■小田原線           | ▲ 161,548 | ▲ 151,662 | 134,448   |          |                                |
| 6    | 本厚木站       | ■小田原線           | ▲ 152,467 | ▲ 141,839 | ▼ 141,390 | 145,001  | 日本第一單獨路線私鐵車站。     |
| 7    | 海老名站       | ■小田原線           | ▲ 143,629 | ▼ 131,505 | ▲ 133,132 | 128,427  |                                |
| 8    | 相模大野站     | ■小田原線 ■江之島線 | ▲ 129,015 | ▲ 119,166 | ▲ 113,093 | 106,000  |                                |
| 9    | 新百合丘站     | ■小田原線 ■多摩線   | ▲ 124,747 | ▲ 121,119 | ▲ 106,525 | 99,791   |                                |
| 10   | 大和站         | ■江之島線           | ▲ 116,042 | ▲ 111,481 | ▼ 102,765 | 105,975  |                                |
| 11   | 下北澤站       | ■小田原線           | ▼ 114,118 | ▲ 131,992 | ▼ 127,048 | 132,404  |                                |
| 12   | 中央林間站     | ■江之島線           | ▲ 97,382  | ▲ 89,892  | 84,104    |          |                                |
| 13   | 湘南台站       | ■江之島線           | ▲ 90,208  | ▲ 82,948  | ▲ 76,247  | 58,557   |                                |
| 14   | 成城學園前站   | ■小田原線           | ▲ 88,516  | ▲ 84,182  | ▼ 77,911  | 85,386   |                                |
| 15   | 經堂站         | ■小田原線           | ▲ 74,691  | ▲ 67,541  | ▲ 65,916  | 63,785   |                                |
| 16   | 鶴川站         | ■小田原線           | ▲ 69,261  | ▲ 68,188  | 66,647    |          |                                |
| 17   | 向丘遊園站     | ■小田原線           | ▲ 65,774  | ▲ 64,199  | ▼ 60,741  | 63,106   |                                |
| 18   | 小田原站       | ■小田原線           | ▲ 64,580  | ▲ 64,685  | ▼ 63,600  | 66,220   |                                |
| 19   | 千歲船橋站     | ■小田原線           | ▲ 57,112  | ▲ 51,663  | ▲ 47,256  | 47,009   |                                |
| 20   | 小田急相模原站 | ■小田原線           | ▲ 56,293  | ▲ 55,034  | 54,477    |          |                                |

## 金融事業
- 2003年10月24日，小田急與橫濱銀行合作，於全部車站設置ATM，2005年4月1日完成，是日本鐵路公司的首次嘗試。
- 至2017年4月，發行國際品牌（VISA、MasterCard）信用卡的鐵路公司僅有小田急電鐵與西日本旅客鐵道（JR西日本）[注釋 1]。VISA與MasterCard的品牌授權者為三菱日聯日本信販的MUFG信用卡（日语：MUFGカード）。JCB信用卡則是委託JCB發行[注釋 2]。
  - 原先信用卡業務由子公司「小田急信用卡株式會社」發行，但在2005年與小田急電鐵合併後由小田急電鐵直接發行。

## 宣傳

### 口號
- きょう、ロマンスカーで。
- 小田急は、次へ。
- 世界に一つの日々と
- HELLO NEW ODAKYU!

### 愛好者活動
- 每年10月假日在海老名電車基地內舉行「小田急家庭鐵道展（日语：小田急ファミリー鉄道展）」。除了販賣鐵道商品、展示鐵道模型、舉行鐵道車輛攝影會，也有其他公司的鐵道活動。
- 作為「小田急集團 親子體驗活動」的一環，以居住於小田急沿線的親子為對象舉辦『家庭鐵道教室』。除可了解駕駛員、車掌的工作以及列車的運行機制，還有車輛清洗等見習活動。
- 2007年為了紀念小田急線開業80周年，官方網站開設「小田急虛擬鐵道博物館（日语：小田急バーチャル鉄道博物館）」。
- 2012年3月24日、25日，針對將於同年3月16日改點結束營運的5000型、浪漫特快10000型、20000型舉行送別活動「The Last Greeting 〜想いは、引き継がれる。〜」。
- 2008年以後，小田急與子公司箱根登山鐵道相關團體（全國登山鐵道‰會）一同參與關西圈的南海電氣鐵道活動，在關西圈展開宣傳。南海電鐵也幾乎每年參加家庭鐵道展。

### 其他
- 小田急的電車曾多次出現於1970年代的電視劇（如超人力霸王系列等）。
- 藤子不二雄作品：
  - 《小鬼Q太郎》：作者因搭乘作者小田急通勤，有小田急的小鬼Q之稱。
  - 《哆啦A夢》：作品中曾出現「小羽急百貨店」。作者曾為了《大雄特快車與神秘的火車獵人》前往小田急取材，同時劇中出現許多小田急車輛。
  - 《黑色推銷員》的喪黑福造是住於小田急線沿線，作品內多次出現小田急線。
- 東京電視台《日經特別節目 寒武紀宮殿（日语：日経スペシャル カンブリア宮殿）》在2017年5月4日的節目中播出小田急電鐵的事業戰略[36]。
- 每年在江之島海岸舉行清掃活動「小田急清潔活動」。

## 運動隊伍
- 1949年11月27日的朝日新聞曾報導小田急將籌組隊伍參加中央聯盟，但最後並未實現。
- 過去曾有女子排球隊「小田急朱諾」。於1998年解散。
- 小田急是町田市職業足球俱樂部町田澤維亞足球會贊助商之一。除了球衣上的廣告，町田市內的小田急線車站亦有比賽資訊看板，小田急線車內也在主場比賽週掛上比賽海報。球季期間，小田急也與町田澤維亞足球會合作舉辦「小田急比賽日」[37]。

## 工會
小田急電鐵的勞動組合如下。
| 名稱           | 上部組織                                       |
| -------------- | ---------------------------------------------- |
| 小田急勞動組合 | 日本勞動組合總聯合會、日本私鐵勞動組合總聯合會 |

## 其他
- 株式會社日本格付研究所（日语：日本格付研究所）對小田急的信用評級為「AA-」。（2016年11月24日）[39]
- 成城學園前站前後地下路廊上方的地面空間是出租農園。
- 當出現5分鐘以上的延誤時，乘客可在官方網站下載遲延證明書。

## 外部連結
- 小田急電鐵Homepage （页面存档备份，存于）
- 小田急集團Yello Page